# Soundgarden
Vous lisez un « article de qualité » labellisé en 2023.
Soundgarden est un groupe de rock alternatif américain originaire de Seattle, dans l'État de Washington. Il est formé en 1984 par le chanteur guitariste et batteur Chris Cornell, le guitariste Kim Thayil (qui sont tous deux les seuls membres d'origine) et le bassiste Hiro Yamamoto. Cornell passe à la guitare rythmique en 1985, remplacé à la batterie par Scott Sundquist, puis par Matt Cameron en 1986. Yamamoto quitte le groupe en 1990 et est remplacé par Jason Everman et peu de temps après par Ben Shepherd. Le groupe se sépare en 1997 et se reforme en 2010. Après la mort de Cornell en 2017 et une année d'incertitude quant à l'avenir du groupe, Thayil déclare en octobre 2018 que Soundgarden s'est de nouveau dissous.
Le groupe a contribué à populariser la musique grunge, un style de rock alternatif qui s'est développé dans le nord-ouest du Pacifique américain au milieu des années 1980, aux côtés de contemporains de Seattle tels qu'Alice in Chains, Pearl Jam et Nirvana, appelés aussi les Big four de Seattle. Ils sont les premiers d'un certain nombre de groupes grunge à signer avec le label Sub Pop, basé à Seattle, avec lequel ils sortent deux EP en 1987 et 1988. Le label indépendant californien SST Records sort le premier album de Soundgarden, Ultramega OK, qui, bien qu'il ne se soit pas bien vendu à l'échelle nationale, est salué par la critique et est nommé pour un Grammy Award en 1990. Leur deuxième album, Louder Than Love, est enregistré indépendamment, mais, après avoir signé avec A&M Records en 1989 (ce qui en fait l'un des premiers groupes de grunge à signer sur une major), l'album devient leur premier album sur une major. Alors qu'Ultramega OK ne s'est pas classé dans les charts et que Louder Than Love a culminé à la 108e place du palmarès des albums Billboard 200, le troisième album du groupe, Badmotorfinger, porté par le succès des singles Jesus Christ Pose, Outshined et Rusty Cage, atteint en 1991 la 39e place du Billboard 200 et est certifié double disque de platine par la RIAA.
Soundgarden remporte son plus grand succès avec l'album Superunknown en 1994, qui entre à la 1re place du Billboard 200 et dont sont extraits les singles Spoonman et Black Hole Sun, lauréats d'un Grammy Award. Le groupe expérimente de nouvelles textures sonores sur leur album suivant Down on the Upside, qui entre à la 2e place du Billboard 200 en 1996 et qui engendre plusieurs singles à succès, dont Burden in My Hand et Blow Up the Outside World. En 1997, le groupe se sépare en raison de conflits internes sur sa direction artistique et à cause de l'épuisement des tournées. Après plus d'une décennie de travail sur des projets et d'autres groupes, ils se réunissent en 2010 et le label Republic Records sort leur sixième et dernier album studio, King Animal, deux ans plus tard.
Soundgarden a été nommé 8 fois aux Grammy Awards et en a remporté 2. Le groupe a vendu 10 millions d'albums aux États-Unis et plus de 25 millions à l'international.

## Histoire

### Formation et premiers enregistrements (1984–1988)

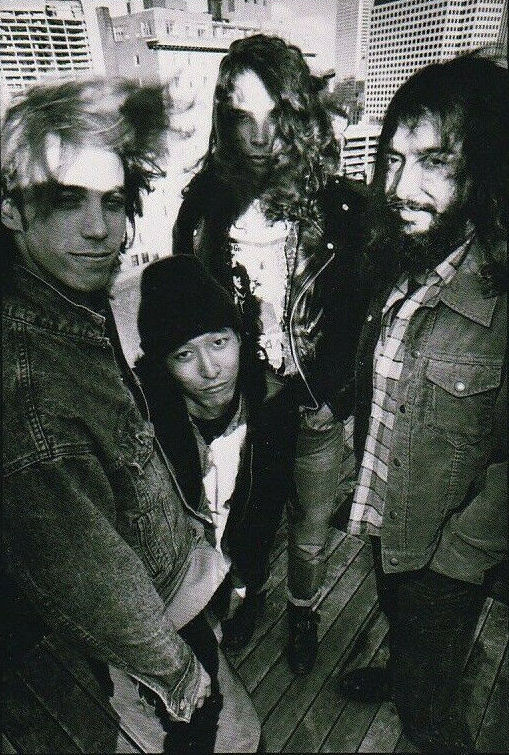
Soundgarden en séance photo promotionnelle en 1987 avec de gauche à droite Matt Cameron, Hiro Yamamoto, Chris Cornell et Kim Thayil

Au début des années 1980, Hiro Yamamoto (basse) et Chris Cornell (batterie et chant) jouent dans le groupe The Shemps. Après le départ de Yamamoto, Kim Thayil (guitare) le remplace. Le groupe se sépare après quelques concerts. Yamamoto, Cornell et Thayil restent en contact, deviennent amis, écrivent ensemble une quinzaine de titres et décident finalement de fonder un nouveau groupe, Soundgarden, en 1984,.
Le nom du groupe a pour origine une sculpture, A Sound Garden, exposée près du Magnuson Park (à proximité de Seattle). Cette sculpture se compose d'une multitude de tubes et de girouettes qui produisent des sons envoûtants lorsque le vent souffle. Chris Cornell révèle que « Kim courtisait sa petite amie à l'époque et c'était l'un des endroits romantiques où ils allaient, et nous allions nommer le groupe d'après l'un de ces endroits. C'était soit Soundgarden, soit Carkeek Park ou Denny's,. » Aux premières heures, Cornell assume à la fois la batterie et le chant, mais très vite le groupe cherche un batteur afin que Cornell puisse se concentrer sur le chant. C'est ainsi que Scott Sundquist rejoint le groupe. Pendant un an ils font des concerts. Trois titres sont enregistrés (Heretic, Tears to Forget et All Your Lies) et édités sur la compilation Deep Six chez C/Z Records, contenant également des titres de Green River, Skin Yard, Melvins, The U-Men et Malfunkshun. En 1986, Sundquist quitte le groupe et c'est Matt Cameron, le batteur de Skin Yard qui prend sa place. La petite amie et future femme de Chris Cornell, Susan Silver devient le manager du groupe.

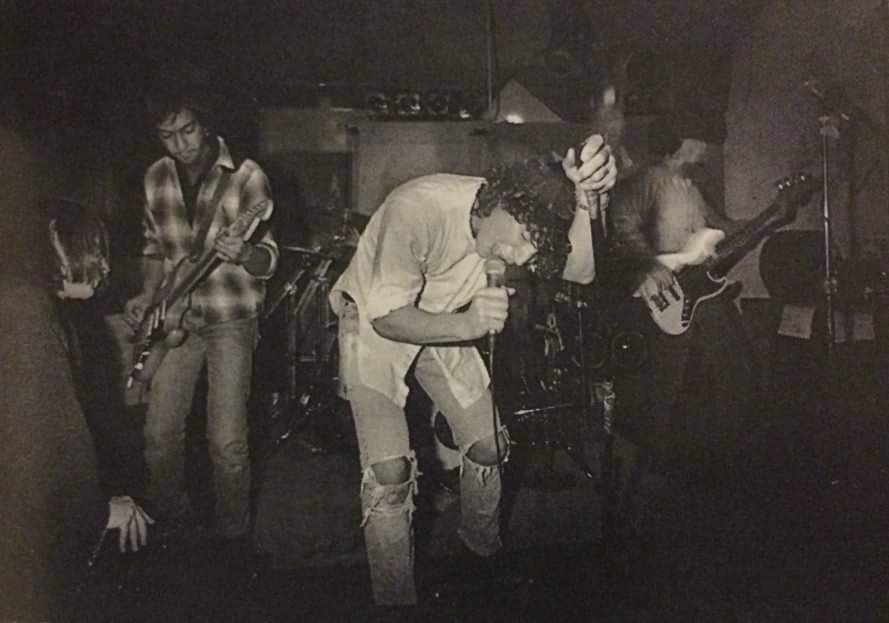
Soundgarden lors d'un concert en 1985 avec de gauche à droite Kim Thayil, Chris Cornell et Hiro Yamamoto

Après avoir vu un concert de Soundgarden, le DJ de la station radio locale KCMU Jonathan Poneman, est impressionné. Il déclare plus tard : « J'ai vu dans ce groupe tout ce que la musique rock devrait être »,. Poneman propose de financer un enregistrement du groupe, qui accepte. Kim Thayil le met en contact avec Bruce Pavitt, qu'il sait posséder déjà un peu d'expérience dans le domaine de l'édition musicale. Poneman et Pavitt fondent peu après le label Sub Pop. Soundgarden signe un contrat avec Sub Pop ; le label publie en 1987 Hunted Down, le premier single du groupe. La face B du single Hunted Down, intitulée Nothing to Say, apparaît dans la cassette compilation de KCMU Bands That Will Make Money, qui est distribuée à des labels intéressés par Soundgarden. Deux EP sont également enregistrés : Screaming Life en 1987 et Fopp en 1988. Ils seront réédités en 1990 sous la forme d'une compilation intitulée Screaming Life/Fopp.

### Ultramega OKetLouder than Love: du label indépendant à une major (1988–1990)
Les grands labels s'intéressent de plus en plus à ce groupe qui monte, mais c'est avec le label indépendant SST Records que Soundgarden enregistre son premier album Ultramega OK en 1988. Cornell explique que le groupe « a fait une grosse erreur avec Ultramega OK » parce que plutôt que de travailler avec leur entourage habituel, ils lui ont préféré un producteur (Drew Canulette) qui « ne savait pas ce qui se passait à Seattle » et a finalement « vraiment eu une mauvaise influence » sur le disque, alors même qu'il aurait dû être l'un de leurs meilleurs,,.
Le quatuor s'écarte ainsi de l'épicentre du mouvement grunge naissant et se sent frustré en ayant écrit un album dans lequel il ne se reconnaît pas. Sur cet album, Soundgarden affiche, selon Steve Huey de AllMusic, « un son mélangeant Stooges/MC5 et Zeppelin/Sabbath »,. Soundgarden assure la promotion de Ultramega OK d'abord par une tournée américaine au printemps 1989, puis par une autre en Europe en mai 1989, la première tournée du groupe hors des frontières américaines. Le premier clip vidéo du groupe, Flower, passe régulièrement dans l'émission 120 Minutes sur MTV. L'album est nommé pour le Grammy Award de la meilleure prestation metal aux côtés de Metallica et Faith No More et se vend à 220 000 exemplaires,,.

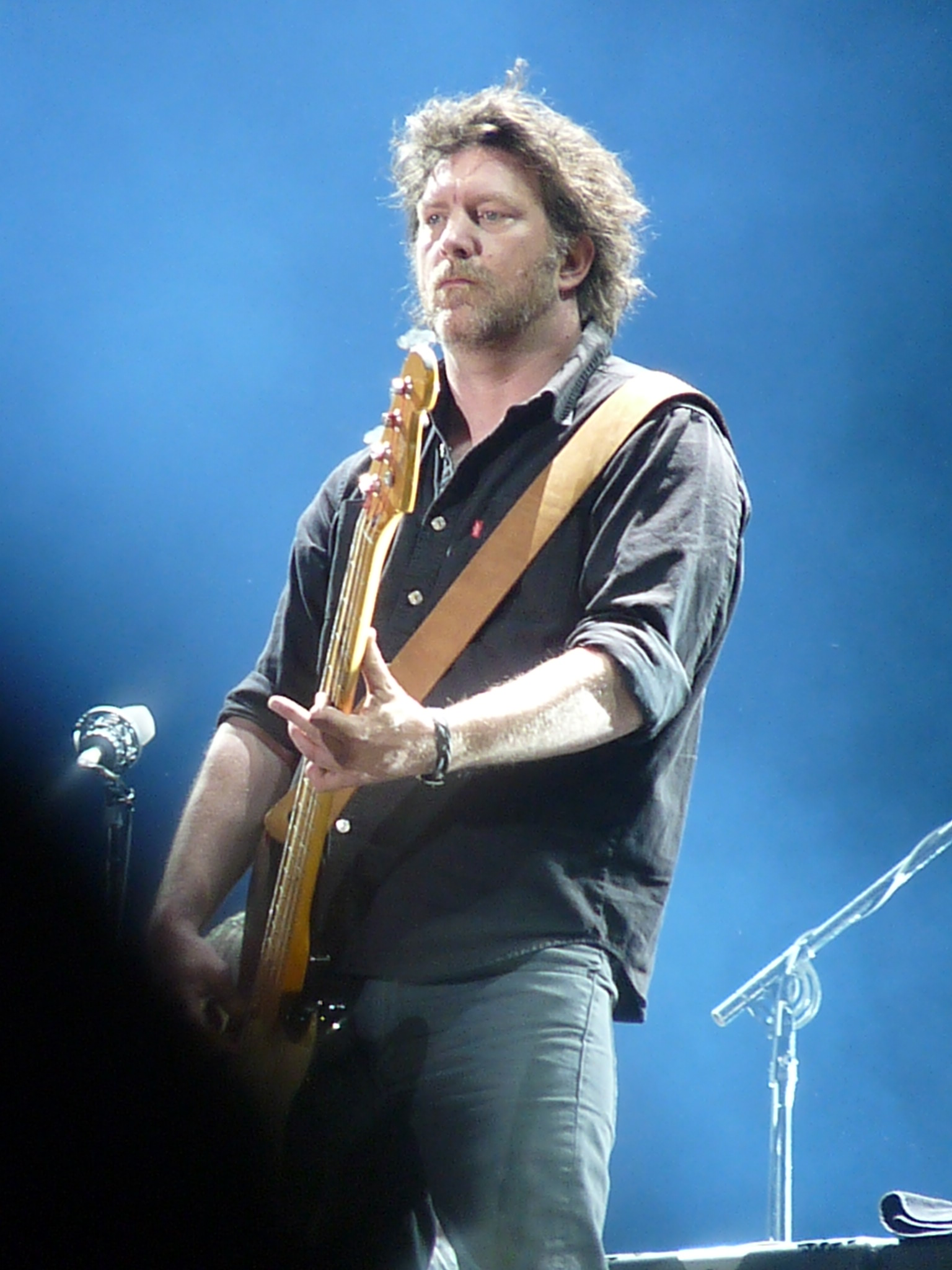
Ben Shepherd lors d'un concert en 2012.

Durant la tournée pour Ultramega OK, le groupe signe avec A&M Records, devenant ainsi le premier groupe grunge de Seattle à signer avec une major ce qui cause une rupture entre Soundgarden et son public. Thayil explique : « au début, nos fans venaient du punk-rock. Ils nous ont lâchés car ils pensaient qu'on avait vendu notre âme punk en signant sur une major et en partant en tournée avec Guns N' Roses. Il y avait un problème de mode et un problème de communauté, les gens pensaient qu'on ne faisait plus partie de leur scène, de leur propre sous-culture »,.
Le 5 septembre 1989, Soundgarden sort son 2e album, Louder Than Love, qui voit le groupe « prendre une direction plus metal populaire » selon Steve Huey d'AllMusic, qui décrit l'album comme « une montagne lente, grinçante et désaccordée de riffs de Sabbath/Zeppelin et de gémissements de Chris Cornell »,. À cause des paroles mal comprises de Hands All Over et Big Dumb Sex, le groupe fait face à des problèmes pour faire distribuer l'album et pour le diffuser en radio. L'album se vend à 180 000 exemplaires et se classe pour la première fois au palmarès des albums Billboard 200 à la 108e place.
Un mois avant leur tournée Louder than Love, le bassiste Hiro Yamamoto quitte le groupe pour poursuivre ses études,. Jason Everman (ancien de Nirvana) le remplace temporairement, avant que Ben Shepherd, guitariste, n'hérite définitivement de la basse sans en avoir joué auparavant. Le groupe se lance dans sa tournée nord-américaine entre décembre 1989 et mars 1990, avec le groupe Voivod. Soundgarden part ensuite en Europe. Le bassiste Jason Everman est immédiatement renvoyé après la tournée en mai 1990. Thayil explique que « ça ne marchait simplement pas avec Jason »,. Le groupe sort Louder Than Live, la vidéo d'un concert enregistré en décembre 1989 à Los Angeles.

### Badmotorfinger: début de la popularité (1991–1993)
En 1991, la nouvelle formation s'attelle à l'enregistrement de son 3e album Badmotorfinger. Cornell explique que Shepherd amène une approche « fraiche et créative » pendant les enregistrements et que le groupe redéfinit entièrement son style musical. L'album Badmotorfinger est publié le 8 octobre 1991. Pour Steve Huey de AllMusic l'écriture des chansons « fait un bond en avant dans la concentration et la cohérence. […] C'est une musique étonnamment cérébrale et artistique pour un groupe qui courtise le public de métal grand public »,. Thayil explique que les paroles de l'album sont « comme lire un roman [sur] le conflit de l'homme avec lui-même et la société, ou le gouvernement, ou sa famille, ou l'économie, ou n'importe quoi d'autre »,. Cet album majeur de la scène de Seattle connaît un grand succès mais est vite éclipsé par le raz-de-marée que crée l'album Nevermind de Nirvana, qui propulse la scène grunge en première ligne. Le succès du mouvement grunge permet à Soundgarden de toucher un public plus large, ainsi les singles Outshined et Rusty Cage réussissent à percer sur les radios alternatives et même sur MTV. Mais c'est Jesus Christ Pose qui attire réellement l'attention quand MTV décide de bannir le clip en 1991.
La chanson et sa vidéo ont indigné de nombreux auditeurs qui l'ont perçue comme anti-chrétienne. Le groupe reçoit notamment des menaces de mort lors de sa tournée au Royaume-Uni. Cornell explique que les paroles critiquent les personnalités publiques qui utilisent la religion (en particulier l'image de Jésus-Christ) pour se présenter comme étant persécutées,. L'album devient l'un des 100 albums les mieux vendus en 1992 (1 million d'exemplaires, 2 millions en 1996), il se classe à la 39e place du Billboard 200, est certifié double disque de platine par la RIAA, et est nommé pour le Grammy Award de la meilleure prestation metal,,.

Logo Soundgarden sur l'album Badmotorfinger

Après la publication de Badmotorfinger, Soundgarden part en tournée nord-américaine d'octobre à novembre 1991. Guns N' Roses choisit le groupe pour faire la première partie de sa tournée Use Your Illusion Tour. Le groupe ouvre ensuite les concerts de Skid Row en février 1992 lors de leur tournée nord-américaine et européenne Slave to the Grind,. Ils refont une tournée américaine puis rejoignent Guns N' Roses à l'été 1992 en Europe avec Faith No More. À propos de cette tournée Cornell déclare : « Ce n'était pas très amusant de jouer devant 40 000 personnes pendant 35 minutes chaque jour. La plupart d'entre eux n'avaient pas entendu nos chansons et ne s'en souciaient pas. C'était une chose bizarre,. »
En septembre 1992, Soundgarden participe au festival Lollapalooza où il partage l'affiche avec Red Hot Chili Peppers, Pearl Jam, Stone Temple Pilots, Rage Against the Machine, Cypress Hill, House of Pain, Ice Cube, et Ministry. Badmotorfinger ressort dans une édition limitée accompagnée d'un second CD contenant l'EP Satanoscillatemymetallicsonatas. L'EP de 5 titres contient entre autres une reprise de la chanson Into the Void de Black Sabbath. Les paroles originales sont remplacées par les mots de protestation du chef amérindien Seattle. Le titre est nommé pour le Grammy Award de la meilleure prestation metal. Soundgarden fait une apparition dans le film Singles pour interpréter Birth Ritual, aux côtés de Pearl Jam et Alice in Chains. Chris Cornell interprète en solo Seasons, qui figure elle aussi sur la bande originale du film. Il joue d'ailleurs un petit rôle dans une scène avec Matt Dillon,. Le film contient également un extrait de la version démo de Spoonman, titre inédit qui figurera sur leur prochain album.
À l'automne 1993, alors que le groupe enregistre son prochain album, Neil Young invite Soundgarden sur sa tournée pendant huit dates. Vingt-six titres ont été écrits et le groupe souhaite explorer d'autres directions. Cornell : « Je suppose que le contenu est en quelque sorte dans la veine Badmotorfinger, mais beaucoup plus diversifié que tout ce que nous avons jamais fait auparavant »,.

### Superunknown: succès international (1994–1995)
Dix ans après leur formation, Soundgarden ressent une pression sur ce 4e album. Il est le 1re groupe grunge à avoir signé avec un grand label et pourtant aucun de ses titres n'a atteint le sommet des charts ni une renommée internationale comme Nirvana ou Pearl Jam. « Nous méritions de jouer sur une scène internationale, et nous méritions d'avoir des vidéos à la télé et des chansons à la radio, et ce n'était pas juste une mode comme "l'invasion britannique" ou une "scène de bruit new-yorkaise" », déclare Cornell,.
Avec le producteur Michael Beinhorn (Soul Asylum, Red Hot Chili Peppers), le groupe s'ouvre à de nouvelles inspirations, les titres qui ne sonnent pas Soundgarden ne sont plus écartés, Cameron commence à écrire et Thayil renoue avec ses racines indiennes,. Insatisfaits par le son trop lisse des derniers albums, les musiciens simplifient notamment les jeux de guitare sans les superposer. Thayil déclare à Jeff Gilbert : « Je joue beaucoup plus nu cette fois. J'aime aussi beaucoup le solo de Fourth of July. En fait, j'aime beaucoup plus les pistes sur ce disque que sur Badmotorfinger. Et je n'étais pas satisfait de mon travail principal sur Louder than Love. Mais, comme vous l'avez souligné, la guitare n'est pas aussi dominante ou bruyante cette fois. Nous avons juste poussé un peu la guitare en arrière et monté la batterie »,.
Publié le 8 mars 1994, Superunknown devient un album à succès, mené par les singles Spoonman, The Day I Tried to Live, Black Hole Sun, My Wave et Fell on Black Days et débute à la première place du Billboard 200. Black Hole Sun se vendra à 3 millions d'exemplaires et deviendra le titre emblématique du groupe.

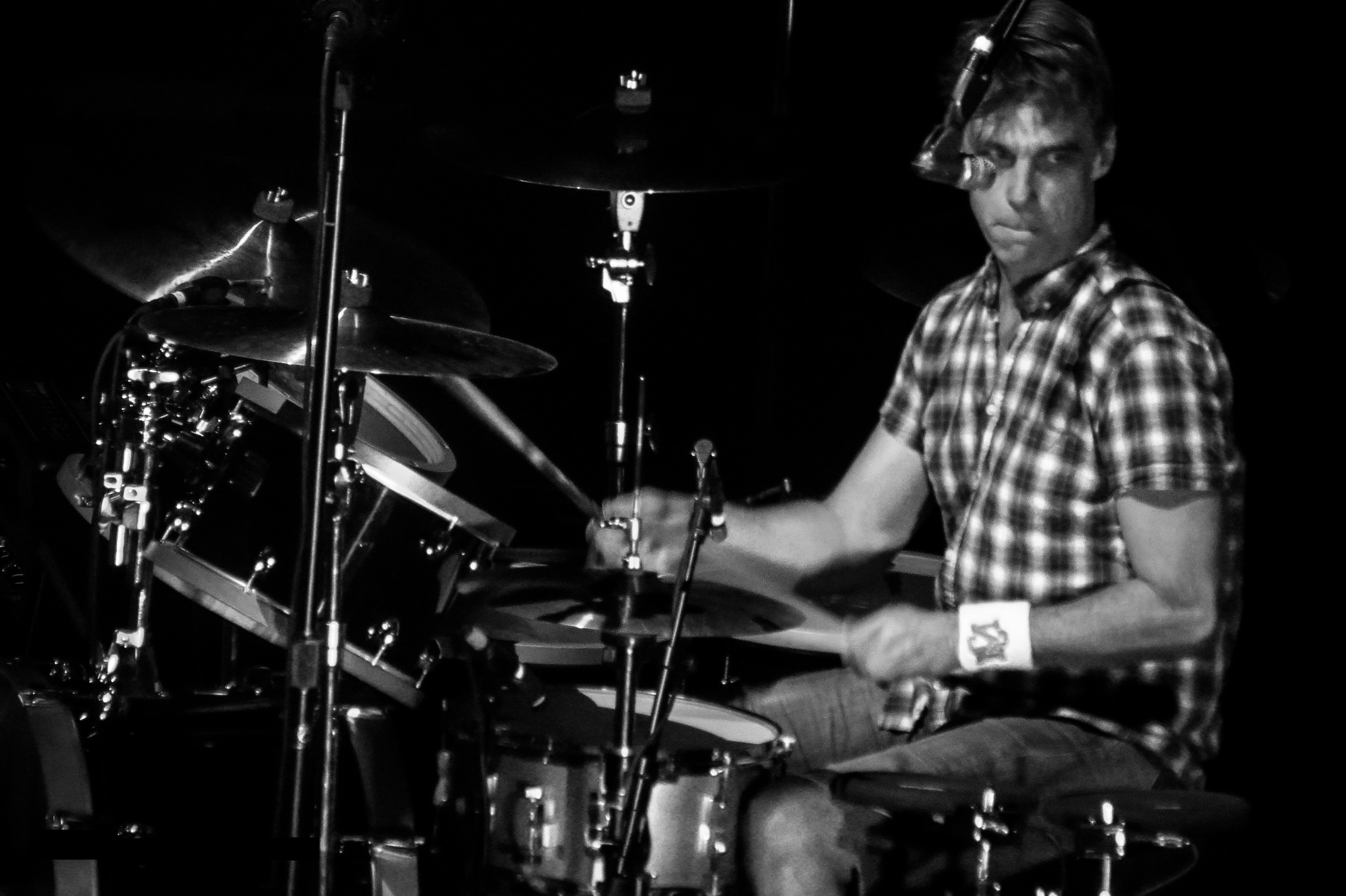
Matt Cameron en concert au DAR Constitution Hall à Washington le 18 janvier 2013.

L'album mêle la créativité des albums précédents et un nouveau style plus accessible au grand public. Les textes, inspirés par la poète Sylvia Plath sont assez lugubres, évoquant la toxicomanie, le suicide et la dépression. J. D. Considine de Rolling Stone explique que Superunknown « démontre une plus large palette musicale qu'aucun autre album du groupe ». Il ajoute qu' « à son meilleur, Superunknown offre une représentation plus poignante de l'aliénation et du désespoir qu'In Utero [le dernier album studio de Nirvana] »,. Pour Guitar World : « les membres de Soundgarden sont conscients que leur place dans la culture pop pourrait bien être définie par Superunknown. Célébration des riffs nus, l'album minimise l'agressivité cérébrale du groupe au profit d'une mélodie éblouissante. En plus des ballades pessimistes et sombres (Black Hole Sun) qui rappellent la période de reniflement de colle des Beatles, l'album présente du punk thrash (Kickstand) et du rock percutant (Limo Wreck, Fresh Tendrils). Soundgarden se déplace dans de nouvelles directions étranges - des directions accessibles - que quiconque veuille suivre ou non »,. Pour The Music, la voix de Cornell « a atténué ses cris aigus ; sa voix affiche maintenant plus d'émotion et de profondeur »,. Le clip vidéo de Black Hole Sun devient un hit sur MTV et est récompensé dans la catégorie « meilleure vidéo hard rock » aux MTV Video Music Awards de 1994 et aux Clio Awards dans la catégorie « clip vidéo alternatif » en 1995. Soundgarden remporte deux Grammy Awards en 1995 : Black Hole Sun est récompensé dans la catégorie « meilleure performance de hard rock » et Spoonman dans la catégorie « meilleure performance de metal ». Superunknown est également nommé dans la catégorie « meilleur album rock ». L'album se vend à 9 millions d'exemplaires.
En janvier et février 1994 le groupe part en tournée au Japon, en Australie et en Nouvelle-Zélande où l'album est publié en avance et où le groupe n'a jamais été auparavant,. En mars et avril Soundgarden poursuit sa tournée en Europe et se produit notamment à l'Élysée-Montmartre à Paris (où ils apprennent la mort de Kurt Cobain). Ils débutent ensuite une tournée aux États-Unis le 27 mai 1994 avec Tad et Eleven. Fin 1994, les médecins diagnostiquent chez Cornell une inflammation des cordes vocales. Soundgarden annule plusieurs concerts pour ne pas causer de dommages permanents à son chanteur. Cornell déclare : « Je pense qu'on a un peu exagéré ! Nous jouions cinq ou six soirs par semaine et ma voix en a pris un coup. Vers la fin de la tournée américaine, j'avais l'impression que je pouvais encore un peu chanter, mais je ne donnais pas vraiment une bonne secousse au groupe. Je n'achète pas un billet pour voir un type croasser pendant deux heures ! »,.
En 1995, Soundgarden commence l'enregistrement de son nouvel album. Pendant l'été, le groupe repart en tournée en Europe et finit sa tournée américaine interrompue l'année précédente. En novembre, sort l'EP From the Superunknown et le CD-ROM Alive in the Superunknown.

### Down on the Upside, conflits internes et séparation (1996–1997)
Avec le succès mondial de Superunknown, Soundgarden est considéré comme les nouveaux Led Zeppelin et l'un des meilleurs groupes de rock. Les musiciens choisissent de produire eux-mêmes leur nouvel album. Pour Cornell : « Nous sommes satisfaits de tous les disques que nous avons fait mais chaque disque laisse à désirer. Il y a eu une certaine déception. Nous avons réalisé que nous avions gagné quelque chose en ayant un producteur, mais perdu quelque chose que nous voulions spécifiquement »,. Cependant, d'après Al Cafaro, directeur artistique d'A&M Records, des tensions apparaissent lors des sessions d'enregistrement entre Thayil et Cornell, ce dernier souhaitant dépasser les riffs de guitare devenus la marque de fabrique du groupe.

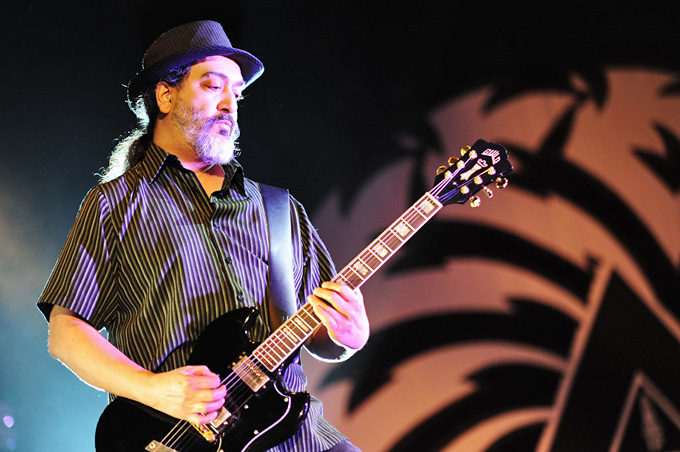
Kim Thayil en concert au Big Day Out Festival en 2012

Le 5e album, Down on the Upside, est publié le 21 mai 1996 et se classe no 2 au Billboard 200. L'album est bien accueilli par la presse même si les analyses sont différentes voire contradictoires. Pour Everett True de Melody Maker l'album est plus brut, plus désordonné, plus diversifié que le précédent tout en ayant des textes moins sombres. Pour Steve Appleford de Raygun : « Le résultat est Soundgarden dans ce qu'il a de plus dur et de plus sophistiqué, 16 titres de rock marteau, de punk direct, de subtilité acoustique et de moments de lourdeur absolue que Plant & Page n'ont pas réussi depuis l'éclatement de Led Zeppelin il y a 16 ans »,. Pour Peter Atkinson de Jam, l'album est plus doux et mélodieux tout en gardant l'intensité sombre du groupe notamment dans les textes de Cornell qui semblent sortis du journal d'un sociopathe. Cette même noirceur est partagée par David Browne de Entertainment Weekly qui souligne que « peu de groupes depuis Led Zeppelin ont mélangé instruments acoustiques et électriques » avec notamment l'utilisation de la mandoline et du moog mais il regrette que l'album ait été produit par le groupe dans le sens où il manque de cohésion : « l'album trop long (16 chansons) est souvent lourd et aurait pu bénéficier d'un ajustement judicieux ». L'album présente plusieurs singles comme Pretty Noose, Burden in My Hand, et Blow Up the Outside World. Pretty Noose est nommé au Grammy Award dans la catégorie « meilleure performance de hard rock » en 1997. Malgré son bon accueil, l'album ne surpasse pas les chiffres de ventes de Superunknown et est disque de platine avec 1 million d'exemplaires vendus aux États-Unis.
À l'invitation de Metallica, le groupe participe en 1996 au Lollapalooza et à sa tournée, ce qui fait de Soundgarden le premier groupe à s'y produire deux fois. Les musiciens invitent les Ramones, l'un de leurs groupes préférés avec qui ils ont partagé la route en Australie lors de leur dernière tournée,,. Après le Lollapalooza tour, le groupe se lance dans une tournée internationale avec notamment une date au Zénith de Paris mais des tensions refont surface. Pour Cornell, une mauvaise ambiance s'est installée dans le groupe lors de la tournée de Superunknown car ils étaient fatigués de tourner depuis près de dix ans,. L'ambiance entachée par l'attitude belliqueuse de Shepherd et les problèmes d'alcool de Cornell fait que certains journalistes notent un manque de connexion et d'énergie sur scène,. Après huit mois de tournée, lors de la dernière date à Honolulu à Hawaï le 9 février 1997, Shepherd jette sa guitare, frustré de la médiocrité de leur équipement musical et insulte le public.
Le 9 avril 1997, le groupe annonce sa séparation par un communiqué de presse : « Après 12 ans, les membres de Soundgarden ont décidé à l'amiable et mutuellement de se dissoudre pour poursuivre d'autres intérêts. Il n'y a aucun mot pour le moment sur les projets futurs des membres »,. Thayil explique : « Il était assez évident d'après l'attitude générale de tout le monde au cours du semestre précédent qu'il y avait une certaine insatisfaction,. » Cameron explique plus tard que Soundgarden était « rongé par les affaires »,. Pour Cornell, « le succès a définitivement affecté le groupe [négativement], et il y avait des indications que tout le monde voulait faire des choses différentes, alors nous avons décidé de tuer la bête à un moment où tout avait été ce que nous voulions »,. Malgré de nombreuses rumeurs de séparation toujours démenties par le groupe, l'annonce officielle surprend la scène musicale d'autant que Soundgarden se retire malgré la réussite de sa tournée internationale et une nomination aux Grammy Awards. Pour beaucoup de journalistes, la fin du groupe sonne la fin du mouvement grunge,.
Le 4 novembre 1997, Soundgarden sort une compilation de 17 titres, A-Sides. Il contient le titre inédit Bleed Together enregistré pendant les sessions de Down on the Upside, et face B du single Burden in My Hand.

### Activités après rupture (1998–2009)

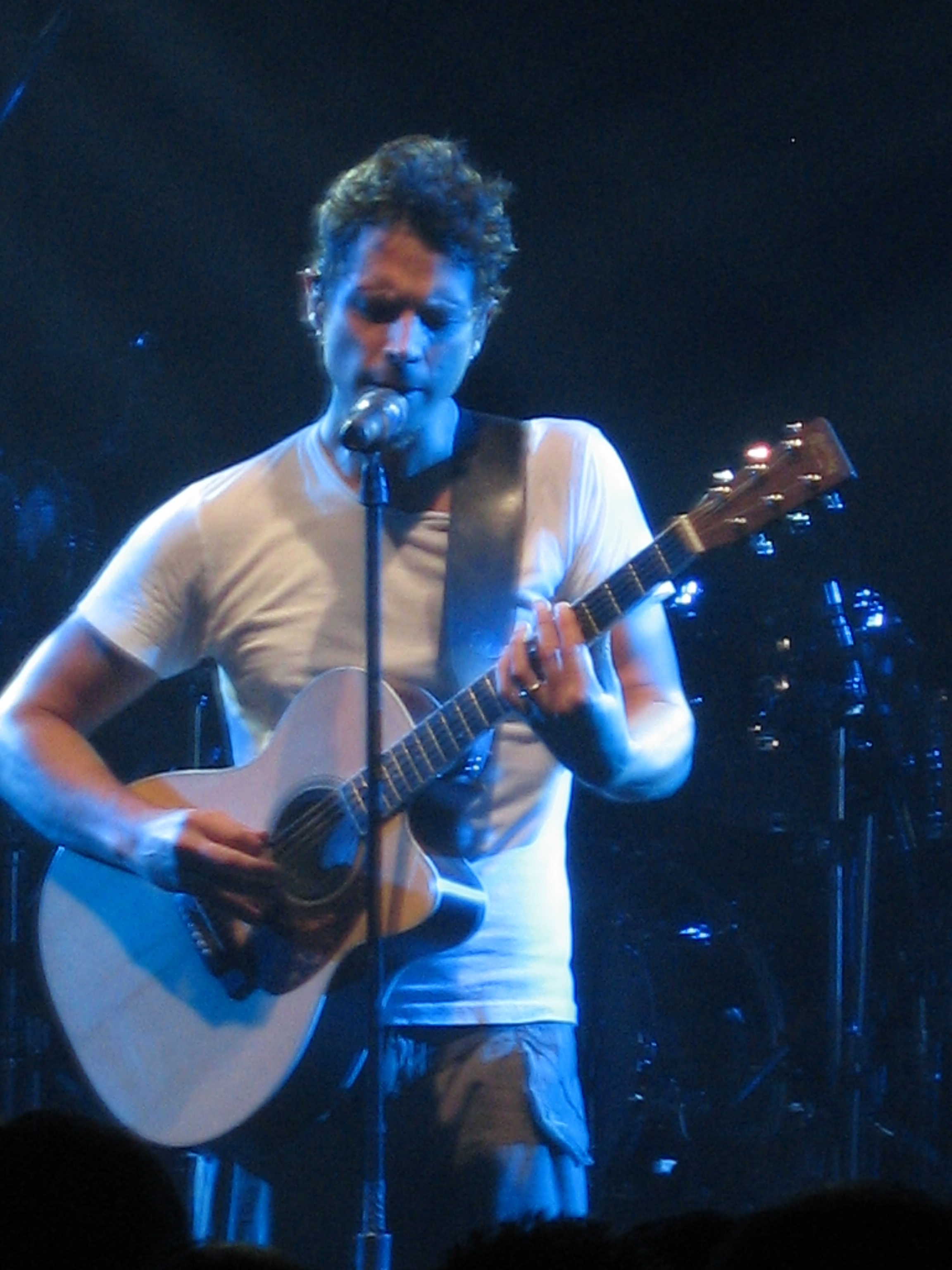
Chris Cornell avec le groupe Audioslave au Montreux Jazz Festival en 2005

Chris Cornell publie un album solo en septembre 1999, Euphoria Morning, puis rejoint les anciens musiciens de Rage Against the Machine pour former le groupe Audioslave. Après trois albums, Cornell quitte Audioslave en 2007, ce qui mène à la séparation du groupe. Son 2e album solo, Carry On, est publié en juin 2007 et son 3e album solo, Scream, produit par Timbaland, sort en mars 2009,.
Matt Cameron se consacre à son projet parallèle Wellwater Conspiracy et rejoint Pearl Jam sur leur tournée de 1998 (Yield Tour) avant d'intégrer définitivement la formation d'Eddie Vedder.
Kim Thayil ne souhaite pas intégrer un nouveau groupe et participe à des enregistrements. Il se produit lors d'un concert anti-Organisation mondiale du commerce lors du sommet de l'OMC à Seattle en 1999. Il est accompagné sur scène par Jello Biafra (ex-chanteur des Dead Kennedys), Krist Novoselic (ex-bassiste de Nirvana) et de la batteuse Gina Mainwal. Il participe également en 2001 à l'enregistrement de l'album 999 Levels of Undo de Steve Fisk, ainsi qu'au projet PROBOT de Dave Grohl en 2004.
Ben Shepherd déclare avoir été très affecté par la dissolution du groupe et avoir souffert de dépression.
Il part en tournée avec Mark Lanegan et sort après dix années d'attente le second album de son groupe Hater en 2005, tout en participant occasionnellement aux albums de la Wellwater Conspiracy.
Le 24 mars 2009, lors d'un concert de Tom Morello à Seattle, Thayil, Shepherd et Cameron jouent trois chansons de Soundgarden avec le chanteur Tad Doyle du groupe Tad.
Dans une interview de juillet 2009 pour Rolling Stone, Cornell dément toute rumeur de réunion, précisant que les conversations entre les membres du groupe concernaient la sortie d'un coffret ou d'un album de faces B avec des titres inédits de Soundgarden pour les anciens et les nouveaux fans. L'intérêt du groupe pour ces nouveaux projets est né d'une réunion au sujet de leurs droits juridiques et financiers, où ils ont réalisé que Soundgarden manquait de présence en ligne comme un site Web ou une page Facebook. Pour Thayil : « nous avions en quelque sorte négligé nos marchandises au cours de la dernière décennie », notamment à cause du dépôt de bilan de leur label A&M Records après 1997,,.
Le 6 octobre 2009, lors d'un concert de Pearl Jam au Gibson Amphitheatre de Los Angeles, Cornell rejoint sur scène les membres de son groupe Temple of the Dog pour interpréter le titre Hunger Strike alors que les autres membres de Soundgarden sont présents dans la salle. C'est la première fois que Soundgarden apparaît en public depuis leur séparation en avril 1997. Cornell déclarera que le concert de mars 2009 a fait germer l'idée d'une possible réunion du groupe : « si Matt, Kim et Ben peuvent entrer dans une pièce, répéter quelques chansons et jouer, peut-être que nous pourrions tous le faire en tant que Soundgarden »,.

### Retour sur scène (2010–2011)
Le 1er janvier 2010 Chris Cornell annonce sur son compte Twitter : « Les vacances de 12 ans sont finies, c'est la rentrée. Inscrivez-vous. Les Knights of the SoundTable sont de retour ! ». Le lien contenu dans le message renvoie à un site Web qui présente une photo du groupe en concert et un endroit où les fans peuvent s'inscrire à une newsletter. La saisie de l'adresse mail déverrouille une vidéo de la chanson Get on the Snake de l'album Louder Than Love de 1989. Ce tweet, qui annonçait la réouverture du fan club (les Knights of the Soundtable) est interprété comme la reformation du groupe et Soundgarden reçoit de ce fait de nombreuses sollicitations.

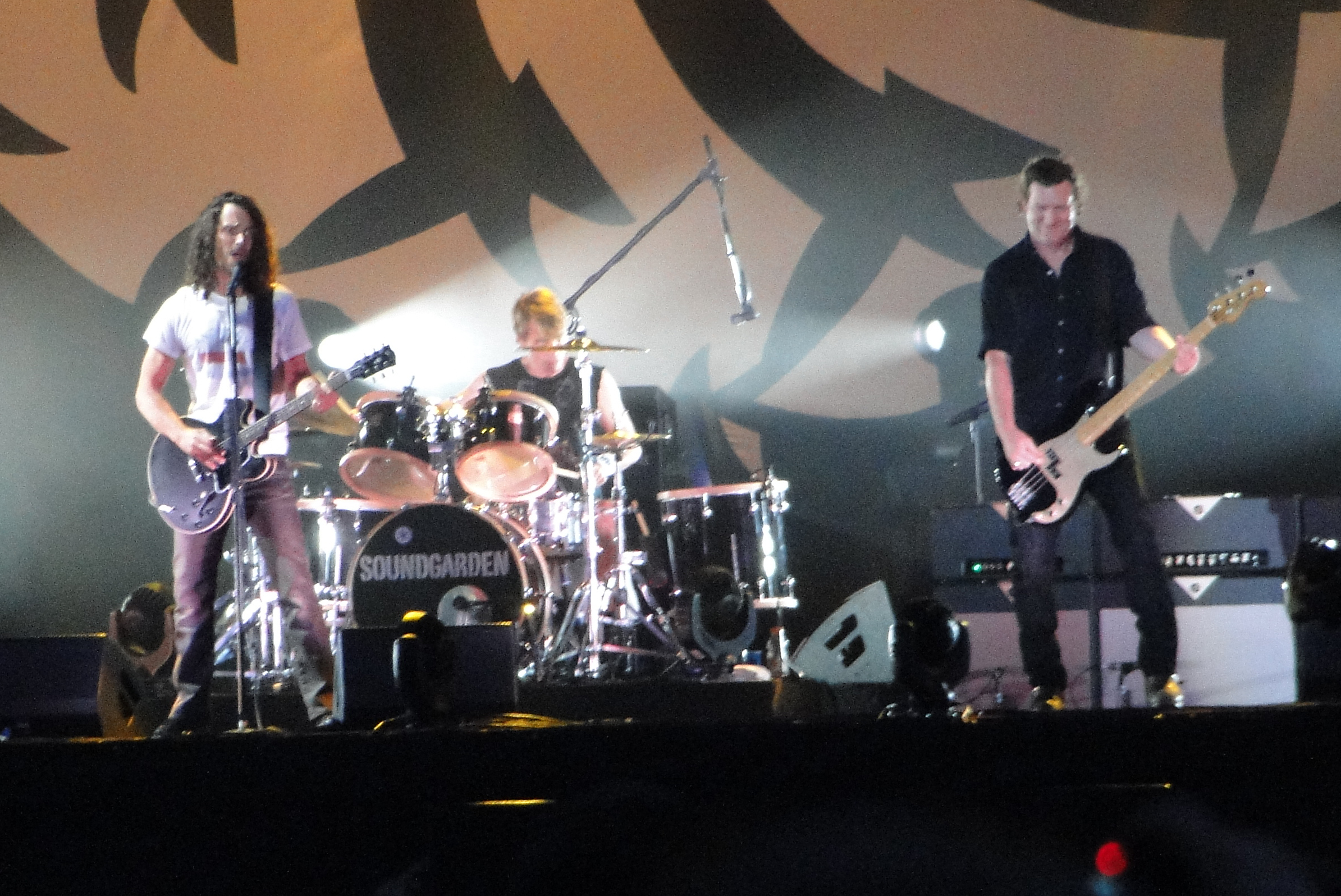
Soundgarden au Lollapalooza de 2010. De gauche à droite : Chris Cornell, Matt Cameron et Ben Shepherd

Après 13 ans d'absence, Soundgarden donne son premier concert le 16 avril 2010 à Seattle sous le nom Nudedragons (anagramme de Soundgarden). Le lendemain, à l'occasion du Disquaire Day, leur premier single Hunted Down sorti en 1987 est réédité en vinyle avec le titre Nothing to Say. Gary Gersh (en), le manager de Cornell en solo devient le manager du groupe. En août, Soundgarden est à l'affiche du festival Lollapalooza de Chicago aux côtés de Lady Gaga, Arcade Fire, Green Day… Pour MTV : « Soundgarden est à peu près ce que Lollapalooza a de plus proche d'une institution […], le groupe n'a pas perdu un pas (à certains égards, ils sonnaient mieux qu'ils ne l'ont jamais fait) »,.
Le 28 septembre 2010, la compilation Telephantasm de 12 titres est disponible avec le jeu vidéo Guitar Hero: Warriors of Rock. C'est la première fois qu'un CD de musique vendu au détail est emballé avec un jeu vidéo, le groupe espère ainsi toucher un jeune et nouveau public. Le CD est à la vente dans les magasins une semaine plus tard le 5 octobre dans une version également étendue de deux CD et d'un DVD. La compilation contient un titre inédit Black Rain (en) enregistré lors des sessions de l'album Badmotorfinger en 1991 qui recevra une nomination aux Grammy Awards 2011 dans la catégorie meilleure performance hard rock. Le jour de sa sortie, l'album est disque de platine avec 1 million d'exemplaires vendus,. Le 9 novembre, Soundgarden participe pour la première fois depuis sa réunion à une émission télévisée Late Night with Conan O'Brien et interprète Black Rain et leur premier single Hunted Down sorti en 1987. Le 26 novembre pour le Black Friday, le titre inédit The Telephantasm extrait de la compilation est édité. Le titre a été enregistré lors des sessions de l'album Screaming Life en 1987. Le 3 décembre, Thayil déclare que le groupe a lancé de nouvelles idées pour un nouvel album : « Nous avons trouvé des idées instrumentales, et certainement à l'occasion, lyriques. Je ne confirme rien, mais il nous est impossible d'entrer dans une salle et de ne pas trouver d'idées. Il est très probable qu'à l'avenir, peut-être plus tôt que plus tard, nous nous réunirons et mettrons moins l'accent sur la partie répétition et mettrons l'accent sur la partie improvisation »,.
Le 1er mars 2011, Cornell annonce dans une interview que le groupe entre en studio à Seattle afin d'enregistrer un nouvel album qui sera produit par Adam Kasper (en) qui avait collaboré sur leur précédent album Down on the Upside. D'après Cameron, 12 à 14 chansons sont déjà écrites et sont à 90 % nouvelles, d'autres « s'inspirent d'idées qui remontent à Down on the Upside de 1996, ainsi qu'à des riffs […] écrits vers 2008 »,. Le groupe souhaitant prendre son temps, les sessions d'enregistrement seront interrompues par la tournée acoustique solo de Cornell au printemps et par quelques dates live de Soundgarden. Le 22 mars 2011 Soundgarden sort son premier album live de sa carrière Live on I-5 enregistré lors de leur tournée en 1996 et non commercialisé à cause de leur rupture. Le groupe part en tournée pendant l'été aux États-Unis et au Canada et se produit en octobre au festival Voodoo Music de La Nouvelle-Orléans.

### King Animal:6ealbum (2012-2013)
En janvier 2012, Soundgarden part en tournée en Australie et se produit dans différents festivals,.
Le 17 avril 2012, le groupe sort son premier titre original depuis 15 ans, Live to Rise écrit pour le film Avengers qui sort le 4 mai 2012. Le titre est édité sans label et est proposé en téléchargement gratuit sur iTunes pendant la première semaine. Cornell explique que lorsque le groupe a été approché afin de contribuer à la bande originale du film, il a souhaité proposer une chanson déjà existante et comme « Soundgarden fait beaucoup de changements de signature rythmique […] il semblait que cela devrait être un peu plus simple parce que c'est pour un large public ». Live to Rise est le dernier titre que Soundgarden écrit pour leur prochain album dont la sortie est prévue pour l'automne et décide de ne pas l'inclure.

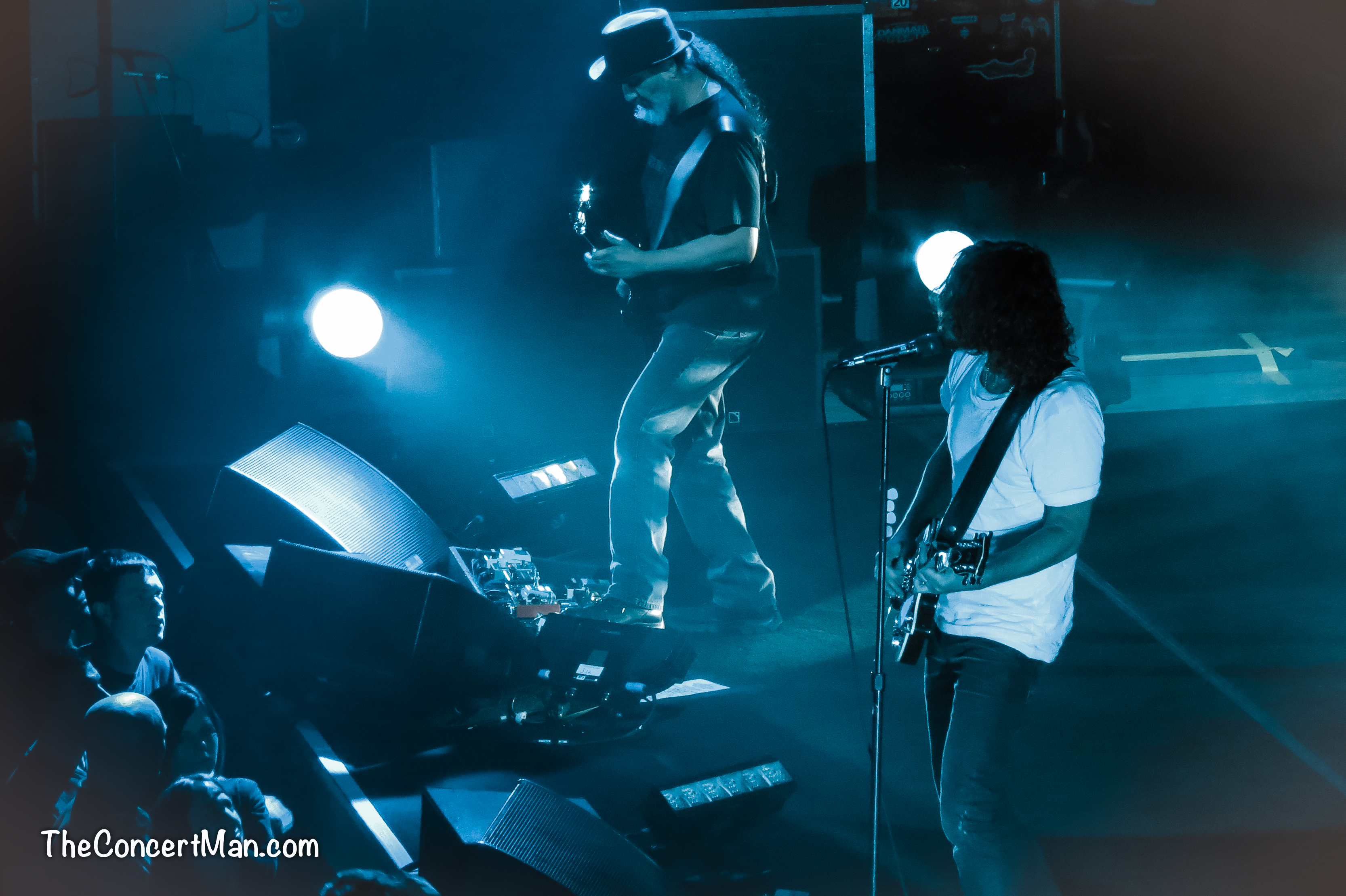
Kim Thayil et Chris Cornell en concert en 2013

Le 21 mai 2012, sort le coffret Classic Album Selection qui contient les enregistrements A&M originaux des albums Louder Than Love (1989), Badmotorfinger (1991), Superunknown (1994) et Down on the Upside (1996) ainsi que le live Live on I-5 (2011). Le groupe s'engage dans sa première tournée européenne depuis 16 ans de mai à juillet 2012 avec notamment un passage au Zénith de Paris, le 29 mai et un concert au festival Hard Rock Calling à Hyde Park (Londres) le 13 juillet,.
Le 27 septembre 2012, est dévoilé le titre Been Away Too Long, premier single du 6e album studio King Animal qui sort le 13 novembre 2012 sous le label Republic Records,. L'album se classe no 5 au Billboard et s'écoule à 235 000 exemplaires,. Il est plutôt bien accueilli par la presse. Pour Rolling Stone, le groupe n'a rien perdu de ses riffs agressifs et de ses tempos mélancoliques qui ont fait son succès dans les années 90. Pour The Washington Post et La Grosse Radio, King Animal est le digne successeur de Down on the Upside, plus mature, « un album de synthèse qui esquisse de nouvelles pistes pour le futur et pose les bases idéales pour un nouveau départ »,. The Boston Globe et Chicago Tribune émettent davantage de réserves : à part quelques titres, l'ensemble ne rivalise pas avec leurs anciennes productions,.
En février 2013 le clip du deuxième single By Crooked Steps est réalisé par Dave Grohl le chanteur des Foo Fighters). La tournée 2013 débute en janvier et février aux États-Unis et au Canada avec le 17 février 2013 un concert au Wiltern Theatre de Los Angeles dans le cadre de l'émission télévisée Live from the Artists Den, présentant des performances d'artistes musicaux dans des cadres intimistes. Le DVD de ce concert sortira en 2019,. La tournée américaine reprend en mai et le groupe se produit en septembre en Europe du nord,.

### Echo of Miles…et décès de Cornell (2014-2017)

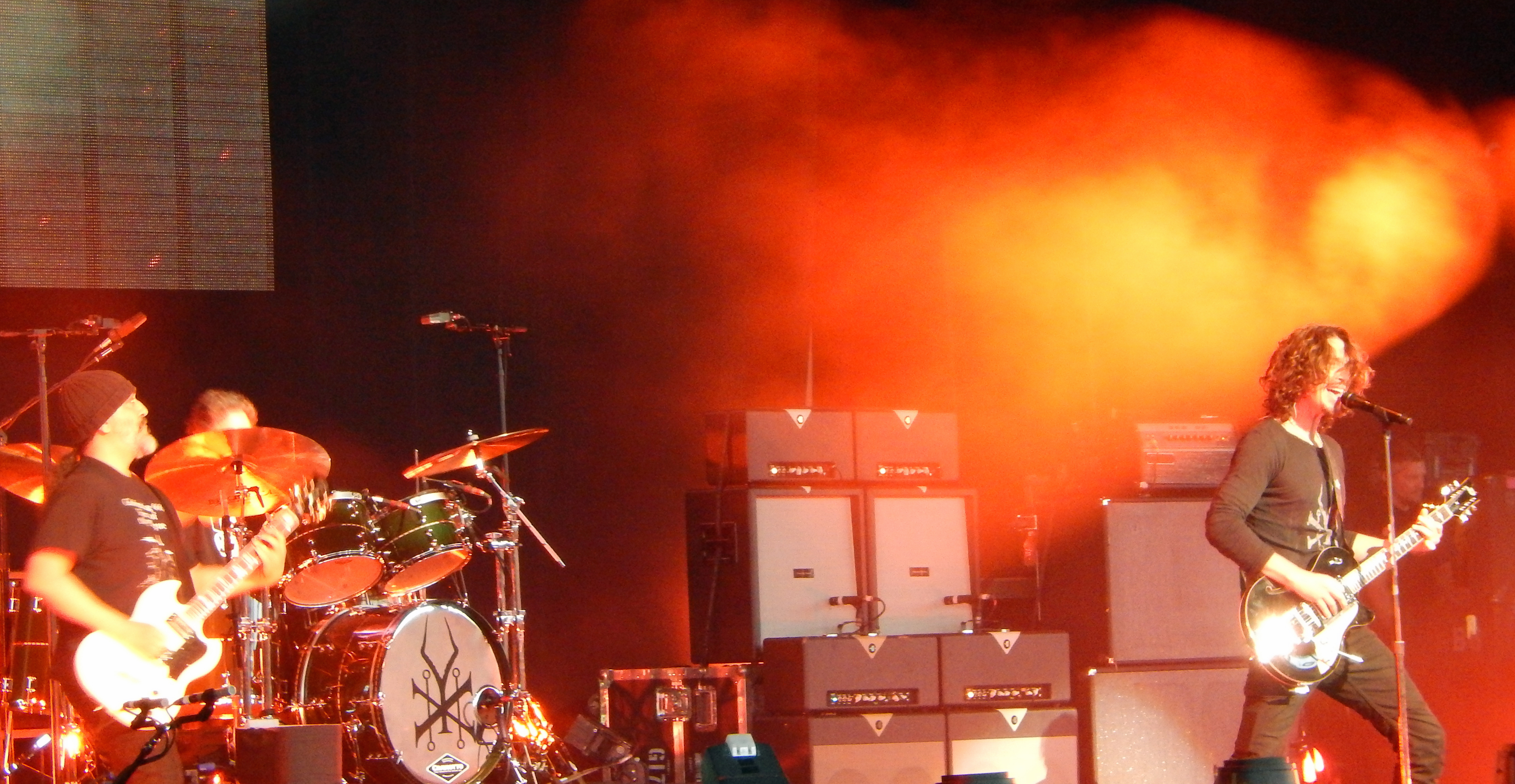
Soundgarden en concert en 2014 avec de gauche à droite Kim Thayil, Matt Cameron et Chris Cornell

Matt Cameron ne participe pas à la tournée 2014 étant déjà en tournée avec le groupe Pearl Jam dont il est le batteur depuis 1998. C'est le premier et ancien batteur de Pearl Jam, Matt Chamberlain qui le remplace,. En mars et avril Soundgarden part en tournée en Amérique du sud et se produit notamment au festival Lollapalooza. En juin, le groupe revient en Europe et en Israël avec notamment un concert au Hellfest en France et trois concerts en Allemagne avec Black Sabbath,. En juillet et août le groupe poursuit sa tournée en Amérique du Nord avec Nine Inch Nails et en octobre il participe au Bridge School Benefit organisé tous les ans par Neil Young avec notamment Pearl Jam et Tom Jones à Mountain View,.
Le 24 novembre, sort un coffret de 3 compilations, Echo of Miles: Scattered Tracks Across the Path , contenant des enregistrements rares, des inédits, des versions live, des faces B et des reprises (The Beatles, The Doors, Jimi Hendrix…), avec des chansons comme Birth Ritual, Show Me et Sub Pop Rock City. Le groupe sort le single Storm, enregistré en 1985 sur une démo de 4 titres avant la sortie du premier LP alors que le groupe était composé de Kim Thayil, du bassiste Hiro Yamamoto et de Chris Cornell au chant et à la batterie. Le groupe jouait le titre sur scène mais n'a pas réussi à trouver un son satisfaisant en studio pour figurer sur un album. Storm est réenregistré avec l'aide du producteur Jack Endino,. Thayil explique que ce projet de longue date permet de publier des chansons écrites par le groupe mais qui ne figurent pas sur les albums faute de place.

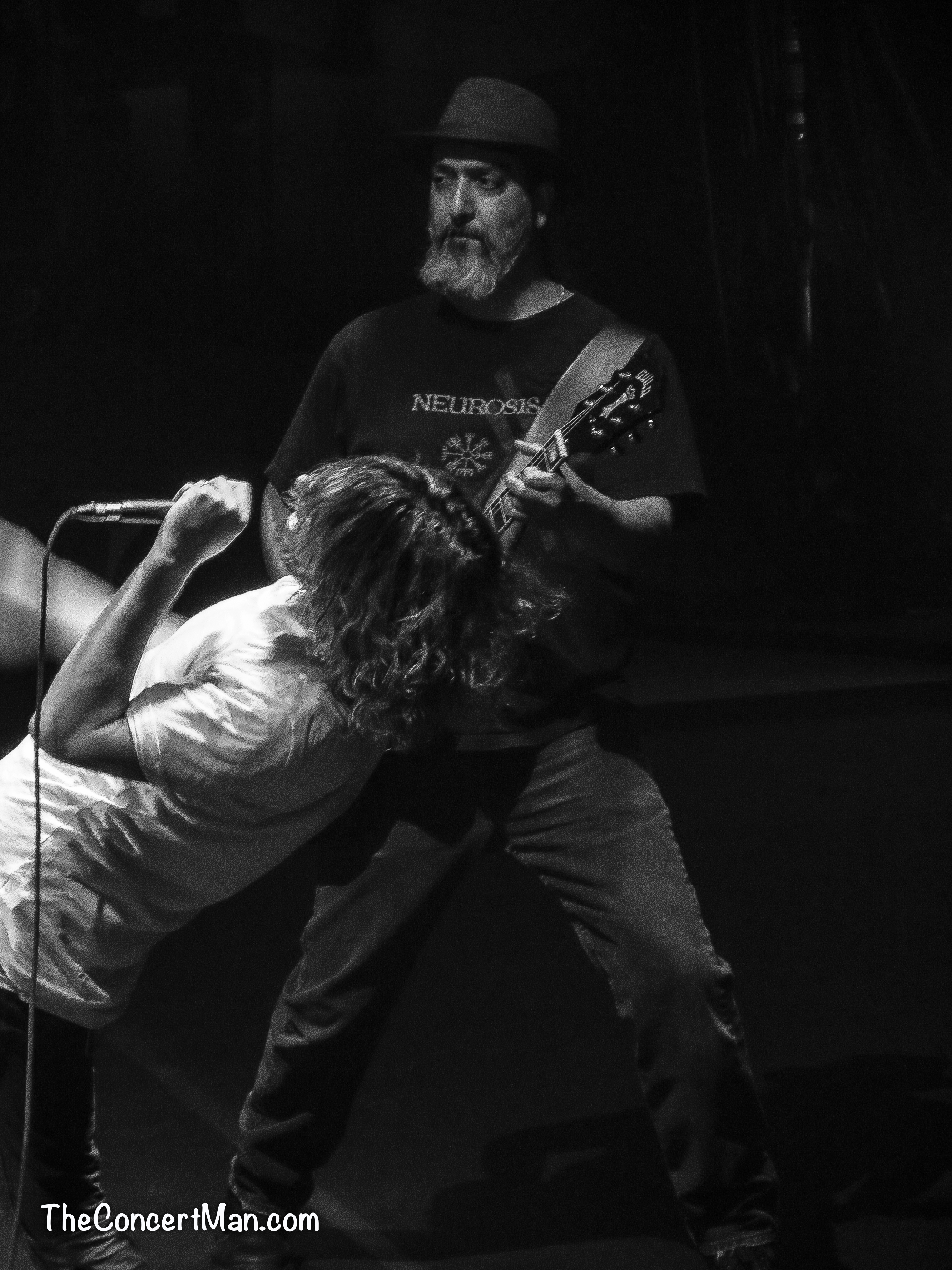
Chris Cornell et Kim Thayil en 2013

En février et mars 2015, Soundgarden tourne avec Faith No More et Judas Priest dans le cadre du Soundwave Festival en Australie et du Westfest en Nouvelle-Zélande,. En juillet il participe au Big Music Fest au Canada.
Cornell a commencé l'écriture d'un nouvel album lors de la tournée en 2014. A Seattle le groupe débute les enregistrements en studio fin 2015. Six titres sont enregistrés lorsque le groupe retourne en studio au mois d'août 2016. Les sessions reprennent en janvier 2017 et en avril avec un septième titre enregistré.
Le 28 avril 2017, Soundgarden entame une tournée d'un mois aux États-Unis. Chris Cornell meurt dans la nuit du 17 au 18 mai 2017 à l'âge de 52 ans, à Détroit dans sa chambre d'hôtel, après le concert du 17 mai au Fox Theatre. Dans un communiqué envoyé à l’Associated Press, son agent Brian Bumbery indique qu'il est mort de « manière soudaine et inattendue »,,. Son garde du corps le retrouve inanimé dans la salle de bains, une bande d'exercice autour du cou. Quelques heures après l'annonce de sa disparition, les autorités indiquent que la cause du décès est un suicide par pendaison,. Thayil, Cameron et Shepherd apprennent la mort de Cornell le matin en découvrant un message sur leur page Facebook.

### Dissolution (depuis 2017)

#### Hommages

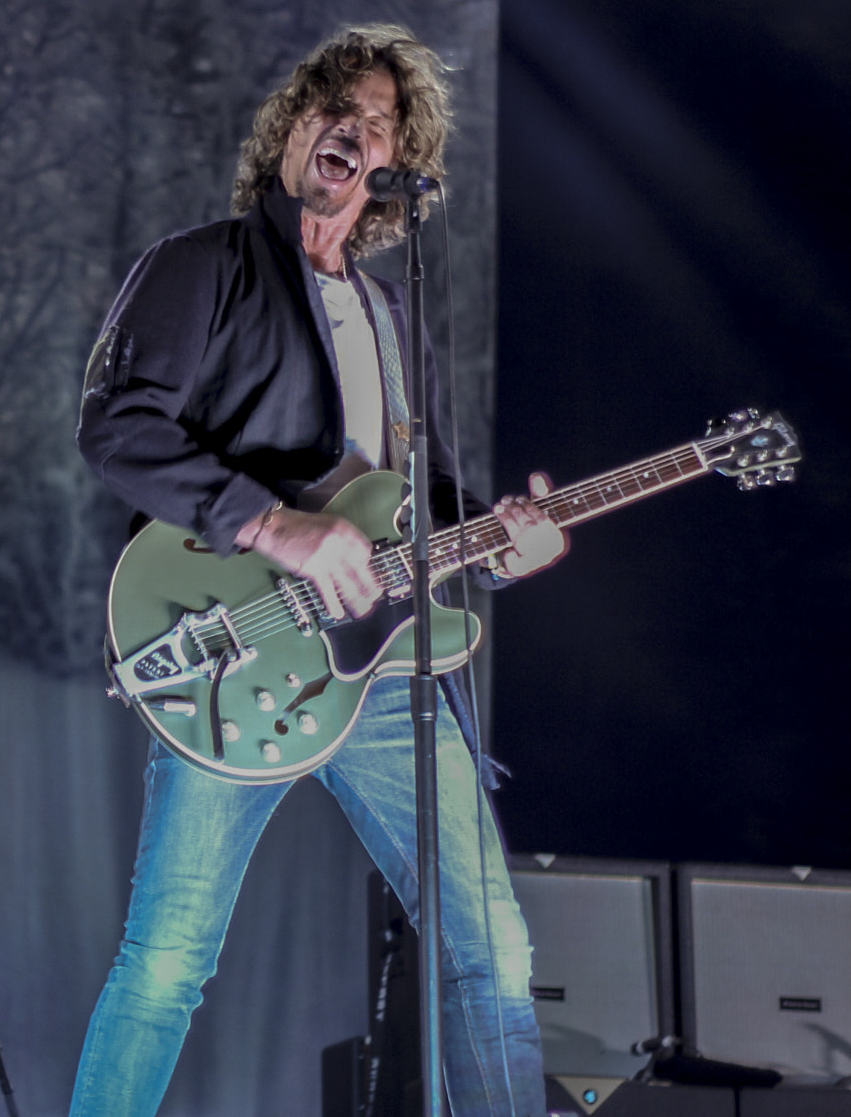
Chris Cornell au Lollapalooza Festival en 2015

Bon nombre d'artistes de tous horizons rendent hommage à Chris Cornell : Nile Rodgers, Billy Idol, Rage Against the Machine, Metallica, Jane’s Addiction, Mark Ronson, Alice Cooper, « incroyablement talentueux, incroyablement jeune, nous manque incroyablement » déclare Jimmy Page, « un grand chanteur, auteur-compositeur et l’homme le plus charmant » dixit Elton John,… Matt Cameron est le premier membre de Soundgarden à lui rendre hommage : « Mon chevalier noir est parti. Merci pour cet incroyable élan de gentillesse et d'amour ». Pour Mike McCready de Pearl Jam, « Chris Cornell a peint en chanson l'obscurité et la beauté de la vie à Seattle »,. Pour Chester Bennington, le chanteur de Linkin Park, qui se suicidera deux mois plus tard le 20 juillet, jour de l'anniversaire de Chris Cornell, « ton talent était pur et inégalé. Ta voix était joie et douleur, colère et pardon, amour et chagrin, le tout réuni en un seul »,.

#### Postérité
En septembre 2017, Cameron sort un album solo et déclare à propos de l'avenir de Soundgarden et de la mort de Cornell : « Je ne pense pas que nous soyons prêts à dire autre chose que … Kim [Thayil] et Ben [Shepherd] et moi sommes certainement conscients de combien nos fans souffrent, et nous souffrons certainement avec eux. Mais nous sommes des gens extrêmement privés, et nous traitons tous encore notre chagrin à notre manière et à notre rythme. Mais nous pensons vraiment à nos fans et les aimons beaucoup »,.
En septembre 2018, Thayil accepte de remonter sur scène avec le groupe MC5 et déclare réfléchir avec Cameron et Shepherd à comment gérer l'avenir de Soundgarden : « Nous faisons souvent référence à l'histoire du rock et nous avons souvent commenté ce que d'autres groupes dans des situations similaires ont fait, non pas comme un plan ou quoi que ce soit, mais simplement en commentant la façon dont les groupes ont géré des situations comme celle-ci et quels groupes semblent avoir été gracieux et dignes dans la façon dont ils gèrent leurs futurs projets musicaux et comment certains étaient peut-être maladroits et insensibles. Nous pensons à ces choses. Nous essayons de ne pas approfondir ces conversations, mais des choses arrivent après quelques bières »,. Pour Cameron : « Nous aimerions certainement essayer de continuer à faire quelque chose, trouver quelque chose à faire ensemble ». Quant à Shepherd : « Sur le plan personnel nous n'avons même pas encore eu l'occasion de sortir, juste nous trois. […] Nous traversons une guérison naturelle, puis pensons à la prochaine étape naturelle »,.

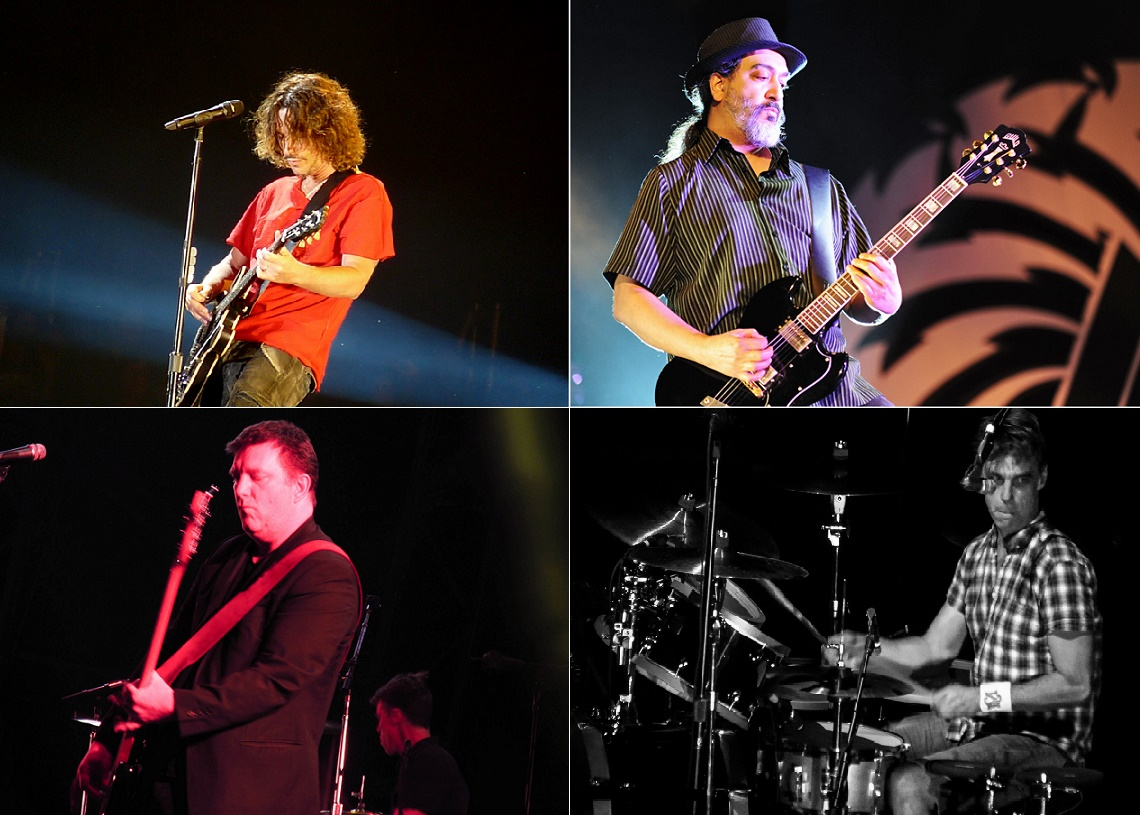
Membres du groupe Soundgarden

En octobre 2018, Thayil déclare au Seattle Times qu'en accord avec Cameron et Shepherd, les trois musiciens souhaitent continuer à travailler ensemble mais n'envisagent pas d'écrire et tourner sous le nom de Soundgarden. « Nous étions quatre et maintenant nous sommes trois, il est donc peu probable qu'il y ait autre chose à poursuivre que le travail de catalogue à ce stade ». Avec l'accord des maisons de disque Thayil souhaiterait continuer à gérer le catalogue du groupe en publiant des compilations, des lives et des inédits.
Le 16 janvier 2019, le concert I Am The Highway en hommage au chanteur a lieu au The Forum (Inglewood) près de Los Angeles. Y participent les groupes Foo Fighters, Metallica, Melvins, les membres de Soundgarden, d'Audioslave et de Temple of the Dog qui étaient les deux autres groupes de Cornell, les chanteurs Fiona Apple, Jerry Cantrell, William DuVall, Nikka Costa, Adam Levine, Jesse Carmichael, Jack Black, Geezer Butler, Ryan Adams, Taylor Momsen, Brandi Carlile, Perry Farrell, Juliette Lewis, Josh Homme, Miley Cyrus, Alain Johannes, Peter Frampton et Ziggy Marley. Le concert organisé par Vicky Cornell, la veuve de Cornell, reverse la recette à la Fondation Chris et Vicky Cornell et à la recherche médicale pour l'épidermolyse bulleuse.
En juillet 2019, Thayil déclare travailler avec Shepherd et Cameron depuis deux ans sur le 7e album de Soundgarden que le groupe composait avant la mort de Cornell. Pour finaliser les démos, le groupe a besoin des fichiers originaux qu'a enregistrés Cornell et qui ne sont pas en leur possession.
Le 26 juillet 2019 sort en coffret CD-DVD le concert Live from the Artists Den enregistré le 17 février 2013 au Wiltern Theatre de Los Angeles.
Le 10 août 2020, la société Hipgnosis Songs Fund de Nile Rodgers et Merck Mercuriadis acquiert 100 % du catalogue de droits de chansons de Chris Cornell (241 chansons) y compris le catalogue de Soundgarden.

#### Affaires judiciaires (2019-2023)
En décembre 2019, la veuve de Cornell, Vicky Cornell, porte plainte contre les trois membres de Soundgarden et leur manager réclamant les redevances des sept enregistrements inédits réalisés par Cornell avant sa mort, affirmant « qu'ils ont conspiré sans vergogne pour retenir à tort des centaines de milliers de dollars dus à la veuve de Chris et de ses enfants mineurs dans une tentative illégale de forcer la succession de Cornell à remettre certains enregistrements audio créés par Chris avant son décès ». La plaignante affirme que Cornell a enregistré les sept titres dans son studio personnel en Floride, et qu'il n'y avait jamais eu d'accord explicite sur le fait que ces chansons étaient destinées à Soundgarden, et que Cornell était le seul propriétaire des pistes. Après la mort de Cornell, sa femme a accepté de confier les enregistrements aux membres de Soundgarden à condition qu'ils engagent le producteur de Cornell et qu'elle soit informée de la stratégie commerciale. Les musiciens ont rejeté son offre, bloquant la part de redevances de Cornell. En février 2020, Thayil, Cameron et Shepherd demandent à Vicky Cornell de remettre les enregistrements inédits, affirmant qu'ils travaillaient conjointement sur ces derniers morceaux avec Chris et qu'elle n'a pas le droit de leur refuser ce qu'ils appellent le dernier album de Soundgarden. Les membres du groupe évoquent les interviews que Chris et ses camarades ont faites à l'époque confirmant qu'ils travaillaient ensemble sur un nouvel album de Soundgarden.
En février 2021, Vicky Cornell porte de nouveau plainte contre les musiciens de Soundgarden demandant à un juge de régler un différend sur la valeur de sa participation dans le groupe, héritée de feu Chris Cornell. Un tiers anonyme a proposé au groupe de racheter leur catalogue pour 16 millions de dollars. Vicky Cornell affirme que le groupe a proposé d'acheter la participation de Chris Cornell « pour le chiffre horriblement bas de moins de 300 000 dollars ». Vicky Cornell a alors proposé au groupe la somme de 21 millions de dollars que les membres ont refusé. Les musiciens déclarent que « toutes les offres de rachat de nos intérêts ont été non sollicitées et carrément rejetées ». N'ayant plus accès à leurs réseaux sociaux, ils ont dû créer de nouveaux comptes Twitter, Instagram et Facebook sous le nom de Nudedragons (anagramme de Soundgarden). Le 19 mars 2021, un juge fédéral recommande que les allégations selon lesquelles les membres survivants du groupe aient indûment retenu « des centaines de milliers de dollars » et que le manager du groupe ait manqué à son devoir de veiller aux intérêts de Vicky Cornell soient rejetées, invoquant le manque de preuves du groupe retenant des redevances. Le 25 mars 2021, les musiciens portent plainte contre Vicky Cornell l'accusant de les avoir écartés des réseaux sociaux et du site officiel de Soundgarden en changeant les mots de passe. Le 15 juin 2021, le groupe récupère les mots de passe de leur site officiel et de leurs réseaux sociaux dans le cadre d'un accord temporaire avec Vicky Cornell.
Le 17 avril 2023, Soundgarden et la succession de Chris Cornell trouvent un accord à l'amiable afin de publier les 7 titres sur lesquels travaillait le groupe avant la mort du chanteur,.

## Style musical et influences
Soundgarden est le pionnier du genre de musique grunge, qui mélange des éléments de punk rock et de métal pour produire un son boueux et trouble grâce à l'utilisation d'une distorsion floue dans les guitares,. Le son de Soundgarden pendant les premières années de la scène grunge de Seattle est décrit comme constitué de « néo-zeppelinismes noueux »,. L'influence de Led Zeppelin est évidente, le magazine Q note que Soundgarden était « sous l'emprise du rock des années 70, tout en méprisant le sexisme et le machisme manifestes du genre »,. Selon leur premier label indépendant Sub Pop, le groupe avait « un beau chanteur principal et fusionnait Led Zeppelin et les Butthole Surfers »,. Le mélange de punk et de heavy metal de Butthole Surfers a eu une influence majeure sur les premiers travaux de Soundgarden. Le groupe a également été influencé par des groupes comme les Ramones, Kiss, Accept et les Melvins.

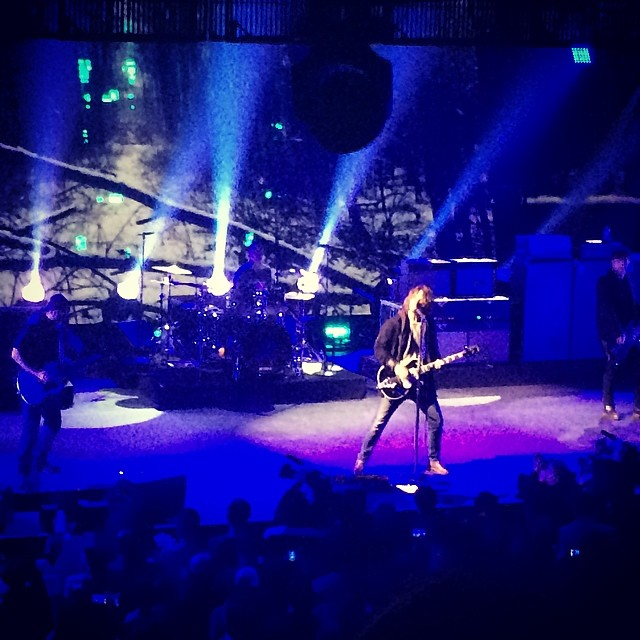
Soundgarden au South by Southwest Festival en 2014

Black Sabbath a également eu un fort impact sur le son du groupe, notamment sur les riffs de guitare et les accordages. Soundgarden, comme d'autres premiers groupes grunge, a également été influencé par des groupes post-punk britanniques tels que Gang of Four et Bauhaus qui étaient populaires sur la scène de Seattle au début des années 1980. Cornell lui-même a déclaré : « Lorsque Soundgarden s'est formé, nous étions post-punk — assez décalés. Puis, d'une manière ou d'une autre, nous avons trouvé ce rock psychédélique néo-Sabbath qui correspondait bien à qui nous étions »,.
Soundgarden a élargi sa gamme musicale avec ses albums suivants. En 1994 avec l'album Superunknown, le groupe a commencé à incorporer des influences plus psychédéliques dans sa musique. En tant que membre de Soundgarden, Cornell est devenu connu pour sa large gamme vocale de 4 octaves et ses paroles sombres et existentialistes,.
Soundgarden utilisait souvent des accords alternatifs. De nombreuses chansons sont jouées en accordage drop D, notamment Jesus Christ Pose, Outshined, Spoonman, Black Hole Sun et Black Rain. La corde la plus grave des instruments était parfois accordées encore plus bas, comme sur Rusty Cage, où la corde de mi est descendue jusqu'au si. Le procédé était déjà utilisé par Black Sabbath mais Thayil estime que « toute cette histoire de réglage du drop-D a probablement été popularisée à Seattle grâce à notre succès. Et nous ne pouvions pas stagner et rester là, alors nous avons commencé à jouer avec d’autres réglages. Nous aimions le fait que ce que nous jouions ne ressemblait pas à ce que jouaient nos amis et nos pairs »,.
Soundgarden a également utilisé des signatures rythmiques peu conventionnelles en dehors de la signature rythmique 4/4 : Fell on Black Days est en 6/4, The Day I Tried to Live alterne entre 7/8 et 4/4, le riff de guitare principal de Circle of Power est en 5/4. Thayil a déclaré que Soundgarden ne prenait généralement pas en compte la signature rythmique d'une chanson avant que le groupe ne l'ait écrite, et a déclaré que l'utilisation de mesures asymétriques était « un total accident »,. Il a également utilisé les compteurs comme exemple de la position anti-commerciale du groupe, affirmant que si Soundgarden « était dans le business des singles à succès, nous écririons au moins des chansons en 4/4 pour que vous puissiez danser sur eux »,.

## Postérité
Le développement du label indépendant de Seattle Sub Pop est étroitement lié à Soundgarden, puisque le cofondateur de Sub Pop, Jonathan Poneman, a financé les premières sorties de Soundgarden, et le succès du groupe a conduit à l'expansion de Sub Pop en tant que label reconnu. Le leader de Nirvana, Kurt Cobain, était un fan de la musique de Soundgarden, et l'implication de Soundgarden dans Sub Pop aurait influencé Cobain à signer Nirvana avec le label,. Cobain a également déclaré que Soundgarden était l'un des groupes importants de Seattle qu'il aimait avec Tad et Mudhoney. Le guitariste et chanteur d'Alice in Chains, Jerry Cantrell, a déclaré que Soundgarden avait eu une grande influence sur son groupe.
Soundgarden a été le premier groupe grunge à signer sur un label majeur lorsque le groupe a rejoint A&M Records en 1989. Cependant, Soundgarden n'a pas connu de succès au départ et ce n'est qu'avec les sorties des albums suivants que le groupe a rencontré une augmentation des ventes et une plus grande attention. Le bassiste Ben Shepherd n'a pas été réceptif à l'étiquette grunge, déclarant dans une interview en 2013 : « c'est juste du marketing. Ça s'appelle rock and roll, ou ça s'appelle punk rock ou autre. Nous n'avons jamais été grunge, nous étions juste un groupe de Seattle »,.

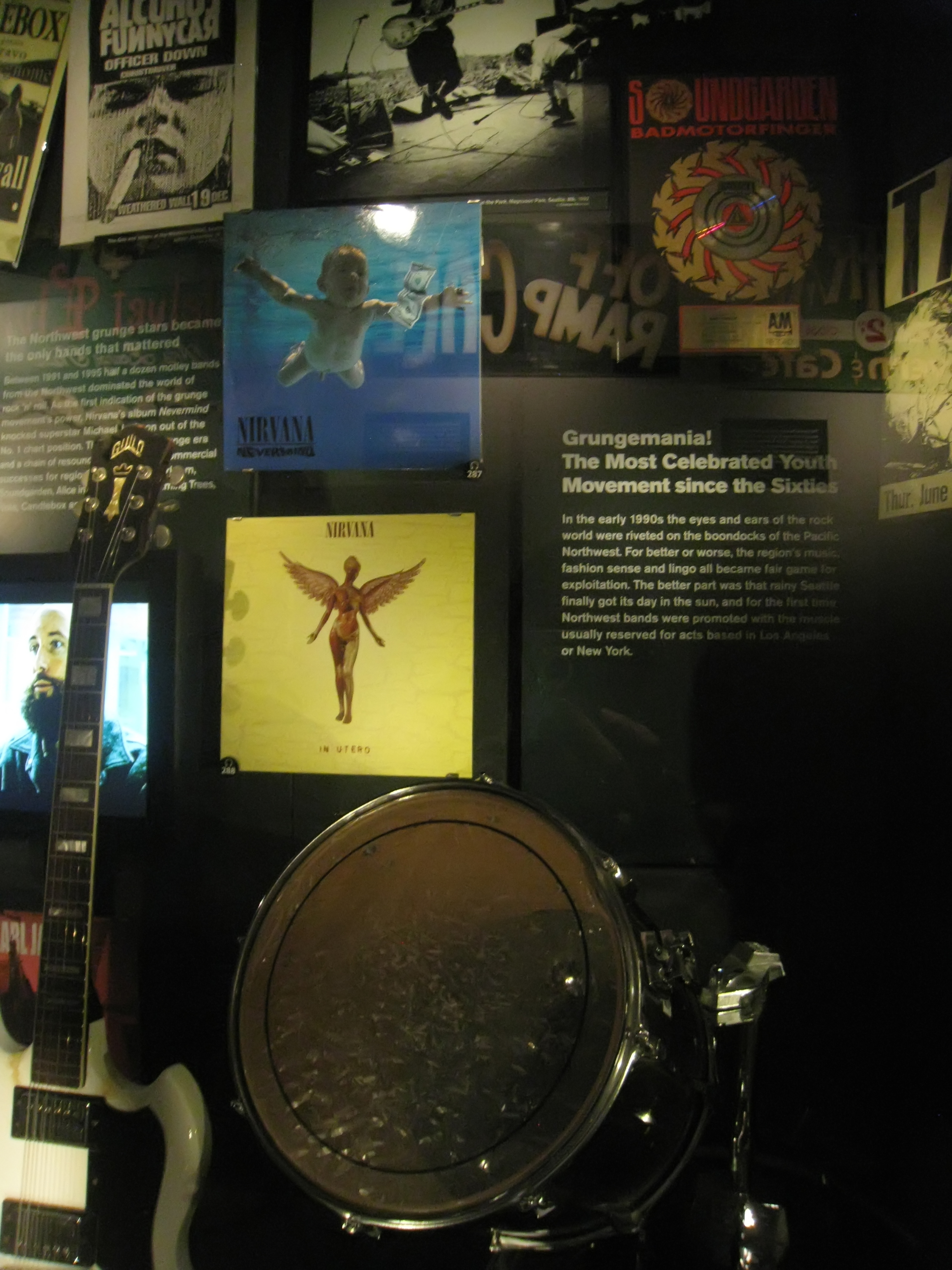
Vitrine exposant des photographies et des pochettes d'albums du mouvement grunge au Museum of Pop Culture de Seattle

En 1994, Electronic Arts contacte le label A&M Records de Soundgarden pour obtenir une licence sur la musique du groupe pour qu'elle figure dans la bande originale de la série de jeux vidéo Road Rash. Bien que le label ait été initialement hésitant en raison du manque de précédent en matière de licence de musique pour les jeux vidéo, Cornell et les membres de son groupe ont exprimé leur enthousiasme, car ils étaient fans des jeux et les jouaient fréquemment dans leur bus lors de leurs tournées. A&M a ensuite obtenu la permission du groupe de les utiliser comme levier pour incorporer dans le jeu d'autres groupes de rock alternatif du label A&M, notamment Monster Magnet, Paw, Swervedriver, Therapy? et Hammerbox.
Soundgarden a été félicité pour sa capacité musicale technique et pour son évolution tout au long de sa carrière. « Lourde mais éthérée, puissante mais toujours sous contrôle, la musique de Soundgarden était une étude de contrastes - une brillante démonstration de compétence technique tempérée par une émotion sincère » écrit Henry Wilson dans Hit Parader.
Soundgarden est l'un des groupes reconnus pour le développement du genre de metal alternatif, notamment par Stephen Thomas Erlewine d'AllMusic : « Soundgarden a fait une place au heavy metal dans le rock alternatif »,. Ben Ratliff de Rolling Stone a défini Soundgarden comme « porte-étendard » du riff rock des années 1990,. En 2019, Rolling Stone classe dans les 50 meilleurs albums grunge les 5 premiers albums du groupe et ce dès la deuxième place après In Utero de Nirvana : n°2 Badmotorfinger (1991), n°9 Superunknown (1994), n°23 Ultramega OK (1988), n°28 Louder Than Love et n°41 Screaming Life (1987).
Le groupe a inspiré et influencé un certain nombre de groupes de metalcore tels que Metallica, The Pretty Reckless, Dillinger Escape Plan, Evanescence, Garbage,…
En 2017, Metal Injection classe Soundgarden au troisième rang de sa liste des 10 groupes de grunge les plus lourds. Loudwire considère Soundgarden comme l'un des « quatre grands » groupes de grunge, appelés Big four de Seattle aux côtés d'Alice in Chains, Pearl Jam et Nirvana,.
Soundgarden a été nommé 8 fois aux Grammy Awards et en a remporté 2. Le groupe a vendu 10 millions d'albums aux États-Unis et plus de 25 millions à l'international,.
Pour Rob Laing de Music Radar :

Même à côté de Nirvana, Pearl Jam, Alice In Chains, Screaming Trees, Melvins et Mudhoney, dans le fascinant foyer de talents du rock alternatif qui a émergé du Pacifique Nord-Ouest des États-Unis au début des années 90, Soundgarden couvrait le plus large spectre musical. À bien des égards, ils sont le seul groupe à avoir réussi à relier les mondes sonores entre la créativité féroce et implacable des Beatles et le poids bluesy de Black Sabbath,.

## Membres

### Formation classique
- Chris Cornell – chant (1984-1997, 2010-2017), guitare rythmique (1988-1997, 2010-2017), batterie (1984–1985) (décédé en 2017)[31]
- Kim Thayil – guitare solo (1984–1997, 2010-2017)[200]
- Ben Shepherd – basse, chœurs (1990–1997, 2010-2017)
- Matt Cameron – batterie, chœurs (1986–1997, 2010-2017)

### Anciens membres
- Hiro Yamamoto – basse, chœurs (1984–1989)
- Scott Sundquist – batterie, chœurs (1985–1986)
- Jason Everman – basse (1989-1990)

## Discographie
- 1988 : Ultramega OK
- 1989 : Louder Than Love
- 1991 : Badmotorfinger
- 1994 : Superunknown
- 1996 : Down on the Upside
- 2012 : King Animal

## Distinctions
| Année | Titre                  | Distinction                     | Résultat   |
| ----- | ---------------------- | ------------------------------- | ---------- |
| 1990  | Ultramega OK           | Meilleure performance metal     | Nomination |
| 1992  | Badmotorfinger         | Meilleure performance metal     | Nomination |
| 1993  | Into the Void (Sealth) | Meilleure performance metal     | Nomination |
| 1995  | Spoonman               | Meilleure performance metal     | Lauréat    |
| 1995  | Black Hole Sun         | Meilleure performance hard rock | Lauréat    |
| 1995  | Superunknown           | Meilleur album rock             | Nomination |
| 1997  | Pretty Noose           | Meilleure performance hard rock | Nomination |
| 2011  | Black Rain             | Meilleure performance hard rock | Nomination |

| Année | Titre          | Distinction          | Résultat |
| ----- | -------------- | -------------------- | -------- |
| 1994  | Black Hole Sun | Meilleure vidéo rock | Lauréat  |

| Année | Distinction | Résultat   |
| ----- | ----------- | ---------- |
| 2020  | Artistes    | Nomination |
| 2023  | Artistes    | Nomination |
| 2025  | Artistes    | Lauréat    |

### Citations originales
1. ↑  Citation originale : (en) « Kim was courting his girlfriend at the time and that was one of the romantic places they were going, and we were going to name the band after one of those places. It was either Soundgarden or Carkeek Park or Denny's ».
2. ↑  Citation originale : (en) « I saw this band that was everything rock music should be ».
3. ↑  Citation originale : (en) « I think we made a huge mistake with Ultramega OK, because we left our home surroundings and people we'd been involved with and used this producer that really did affect our album in a kind of negative way. The producer was suggested by SST (Soundgarden had a one album deal with the celebrated US indie label) because they could get a good deal. I regret it, because in terms of material, it should have been one of the best records we ever did. It actually slowed down our momentum a little bit because it didn't really sound like us ».
4. ↑  Citation originale : (en) « Stooges/MC5-meets-Zeppelin/Sabbath sound ».
5. ↑  Citation originale : (en) « in the beginning, our fans came from the punk rock crowd. They abandoned us when they thought we sold out the punk tenets, getting on a major label and touring with Guns N' Roses. There were fashion issues and social issues, and people thought we no longer belonged to their scene, to their particular sub-culture ».
6. ↑  Citation originale : (en) « a step toward the metal mainstream ».
7. ↑  Citation originale : (en) « a slow, grinding, detuned mountain of Sabbath/Zeppelin riffs and Chris Cornell wailing ».
8. ↑  Citation originale : (en) « Jason just didn't work out ».
9. ↑  Citation originale : (en) « fresh and creative ».
10. ↑  Citation originale : (en) « takes a quantum leap in focus and consistency". He added, "It's surprisingly cerebral and arty music for a band courting mainstream metal audiences ».
11. ↑  Citation originale : (en) « like reading a novel [about] man's conflict with himself and society, or the government, or his family, or the economy, or anything ».
12. ↑  Citation originale : (en) « You just see it a lot with really beautiful people, or famous people, exploiting that symbol as to imply that they're either a deity or persecuted somehow by their public. So it's pretty much a song that is nonreligious but expressing beig irritated by seeing that. It's not that I would ever be offended by what someone would do with that symbol ».
13. ↑  Citation originale : (en) « It wasn't a whole lot of fun going out in front of 40,000 people for 35 minutes every day. Most of them never heard our songs and didn't care about them. It was a bizarre thing ».
14. ↑  Citation originale : (en) « I guess the material is sort of in the Badmotorfinger vein, but a lot more diverse than anything we've ever done before. There are a lot of varying guitar sounds and different vocal approaches the way things are going ».
15. ↑  Citation originale : (en) « we deserved to be playing on an international stage, and we deserved to have videos on TV and songs on the radio, and it wasn’t just a fad like the “British invasion” or a “New York noise scene” ».
16. ↑  Citation originale : (en) « I play naked a lot more this time. I really also like the solo in "Fourth of July." Actually, I like a lot more of the leads on this record than I did on Badmotorfinger. And I wasn't satisfied with my lead work on Louder than Love. But, as you pointed out, the guitar isn't as dominating or loud this time. We just pushed the guitar back a little bit and brought the drums up ».
17. ↑  Citation originale : (en) « bdemonstrates far greater range than many bands manage in an entire career ».
18. ↑  Citation originale : (en) « At its best, Super-unknown offers a more harrowing depiction of alienation and despair than anything on In Utero ».
19. ↑  Citation originale : (en) « the members of Soundgarden are aware that their place in pop culture could well be defined by Superunknown. A celebration of bare riffs, the album downplays the band's cerebral aggressiveness in favor of dazzling melody. Along with the mesmerizing doom and gloom ballads ("Black Hole Sun") reminiscent of the Beatle's glue-sniffing period, the album features thrashing punk ("Kickstand") and head-pounding rock ("Limo Wreck," "Fresh Tendrils"). Soundgarden are moving in strange new directions--accessible directions---whether anyone wants to follow or not ».
20. ↑  Citation originale : (en) « Chris Cornell has toned his high-pitched shrieking; his voice now displays more emotion and depth ».
21. ↑  Citation originale : (en) « I think we kinda overdid it! We were playing five or six nights a week and my voice pretty much took a beating. Towards the end of the American tour I felt like I could still kinda sing, but I wasn't really giving the band a fair shake. You don't buy a ticket to see some guy croak for two hours! ».
22. ↑  Citation originale : (en) « We're happy with all the records we've made but every record left something to be desired. There was a certain amount of disappointment. We realized we gained something from having a producer but lost something we specifically wanted ».
23. ↑  Citation originale : (en) « The result is Soundgarden at its hardest and most sophisticated, 16 tracks of sledgehammer rock, straight-ahead punk, acoustic subtlety, and moments of absolute heaviness that Plant & Page haven't managed since Led Zeppelin burst 16 years ago ».
24. ↑  Citation originale : (en) « Few bands since Led Zeppelin have so crisply mixed instruments both acoustic and electric ».
25. ↑  Citation originale : (en) « With arrangements that crest and fall to the point where a road map would have helped, the overlong (16-song) album is often unwieldy and could have benefited from judicious trimming ».
26. ↑  Citation originale : (en) « After 12 years, the members of Soundgarden have amicably and mutually decided to disband to pursue other interests. There is no word at this time on any of the members' future plans ».
27. ↑  Citation originale : (en) « It was pretty obvious from everybody's general attitude over the course of the previous half year that there was some dissatisfaction ».
28. ↑  Citation originale : (en) « eaten up by the business ».
29. ↑  Citation originale : (en) « Success definitely affected the band [negatively], and there were indications of everybody wanting to do different things, so we decided to kill the beast at a time when everything had been what we wanted ».
30. ↑  Citation originale : (en) « we kind of had neglected our merchandise over the last decade ».
31. ↑  Citation originale : (en) « If Matt, Kim, and Ben can get in a room, rehearse a couple songs, and play, maybe we all could do that as Soundgarden ».
32. ↑  Citation originale : (en) « The 12-year break is over and school is back in session. Sign up now. Knights of the Soundtable ride again! ».
33. ↑  Citation originale : (en) « Soundgarden are about the closest thing Lollapalooza has to an institution […], the group have not lost a step (in some ways, they sounded better than they ever have) ».
34. ↑  Citation originale : (en) « We’ve come up with instrumental, and certainly on occasion, lyrical ideas. I’m not confirming anything, but it’s impossible for us to get in a room and not come up with ideas. It’s very likely in the future, perhaps sooner than later, we’ll get together and de-emphasize the rehearsing part and emphasize the jamming part ».
35. ↑  Citation originale : (en) « some draw on ideas that date as far back as 1996’s “Down on the Upside,” as well as some riffs he wrote around 2008 ».
36. ↑  Citation originale : (en) « Soundgarden does a lot of time signature changes and shifts and things like that. It felt like this should be a little more straightforward ’cause it’s for a broad audience ».
37. ↑  Citation originale : (en) « sudden and unexpected ».
38. ↑  Citation originale : (en) « Incredibly Talented, Incredibly Young, Incredibly Missed ».
39. ↑  Citation originale : (en) « A great singer, songwriter and the loveliest man ».
40. ↑  Citation originale : (en) « My dark knight is gone. Thank you for the incredible outpouring of kindness and love ».
41. ↑  Citation originale : (en) « Chris Cornell painted in song the darkness and beauty of life in Seattle ».
42. ↑  Citation originale : (en) « Your talent was pure and unrivaled. Your voice was joy and pain, anger and forgiveness, love and heartache all wrapped up into one ».
43. ↑  Citation originale : (en) « I don’t think we’re ready to say anything other than…Kim [Thayil] and Ben [Shepherd] and I are certainly aware of how much our fans are hurting, and we’re certainly hurting right there along with them,” Cameron says. “But we’re extremely private people, and we’re all still processing our grief in our own way and on our own time. But we definitely are thinking of our fans and love them very much ».
44. ↑  Citation originale : (en) « We often reference rock history and we've often commented on what other bands in similar situations have done, not as a plan or anything but just commenting on how bands have handled situations like this and what bands seem to have been graceful and dignified in how they manage their future musical endeavors and how some maybe were clumsy and callous. We think about those things. We try not to go too deep into these conversations, but stuff comes up after a few beers ».
45. ↑  Citation originale : (en) « We would certainly love to try to continue to do something, figure out something to do together ».
46. ↑  Citation originale : (en) « “On a personal level,” Shepherd said, “We haven’t even gotten a chance to hang out, just us three, yet. … We’re going through natural healing, then thinking about the natural next step” ».
47. ↑  Citation originale : (en) « There were four of us and now there’s three of us, so it’s just not likely that there’s much to be pursued other than the catalog work at this point ».
48. ↑  Citation originale : (en) « shamelessly conspired to wrongfully withhold hundreds of thousands of dollars indisputably owed to Chris’ widow and minor children in an unlawful attempt to strong-arm Chris’ Estate into turning over certain audio recordings created by Chris before he passed away ».
49. ↑  Citation originale : (en) « for the villainously low figure of less than $300,000 ».
50. ↑  Citation originale : (en) « All offers to buy out our interests have been unsolicited and rejected outright ».
51. ↑  Citation originale : (en) « gnarled neo-Zeppelinisms ».
52. ↑  Citation originale : (en) « in thrall to '70s rock, but contemptuous of the genre's overt sexism and machismo ».
53. ↑  Citation originale : (en) « a hunky lead singer and fused Led Zeppelin and the Butthole Surfers ».
54. ↑  Citation originale : (en) « When Soundgarden formed we were post-punk – pretty quirky. Then somehow we found this neo-Sabbath psychedelic rock that fitted well with who we were ».
55. ↑  Citation originale : (en) « the whole drop-D tuning thing was probably popularized in Seattle as a consequence of our success. And we couldn’t be stagnant and just stay there, so we started playing around with other tunings. We liked the fact that what we were playing didn’t sound like what our friends and peers were playing ».
56. ↑  Citation originale : (en) « It's a total accident ».
57. ↑  Citation originale : (en) « were in the business of hit singles, we'd at least write songs in 4/4 so you could dance to them ».
58. ↑  Citation originale : (en) « That's just marketing. It's called rock and roll, or it's called punk rock or whatever. We never were Grunge, we were just a band from Seattle ».
59. ↑  Citation originale : (en) « Heavy yet ethereal, powerful yet always-in-control, Soundgarden's music was a study in contrasts - a brilliant display of technical proficancy tempered by heart-felt emotion ».
60. ↑  Citation originale : (en) « Soundgarden made a place for heavy metal in alternative rock ».
61. ↑  Citation originale : (en) « standard-bearers ».
62. ↑  Citation originale : (en) « Even next to Nirvana, Pearl Jam, Alice In Chains, Screaming Trees, Melvins and Mudhoney in the fascinating hotbed of alternative rock talent that emerged from the Pacific North West of the US in the early '90s, Soundgarden covered the widest musical breadth. In many ways they are the only band to ever successfully bridge the sonic worlds between The Beatles’ fierce and relentless creativity with Black Sabbath’s bluesy weight ».

### Bibliohraphie
- (en) Chris Nickson, Soundgarden : New Metal Crown, New York, St. Martin's Griffin, 1995, 1re éd., 224 p., relié (ISBN 978-0-312-13607-9).
- (en) Greg Prato, Grunge Is Dead : The Oral History of Seattle Rock Music, Toronto, ECW Press, 2009 (ISBN 978-1-55022-877-9).
- (en) Mike & Jaye, Photofantasm Soundgarden : Nudedragons to King Animal, Spoondog Entertainment Group, 2015 (ISBN 978-0-9885300-1-0).
- (en) Greg Prato, Dark Black and Blue : The Soundgarden Story, Independently published, 2019, 454 p. (ISBN 978-1-6910-8613-9).